# Jan Wagner
Jan Wagner (22. září 1941 – 1. července 2005) byl český sochař, medailér, malíř, šperkař, designér, pedagog.

## Rodinná umělecká tradice
Jan Wagner pocházel z rodiny s dlouholetou kamenickou, sochařskou a architektonickou tradicí. První z Wagnerů, sochař a kameník Lorenzo Wagner původem z Tyrol, pracoval již počátkem 18. století v huti sochaře Matyáše Bernarda Brauna (např. sochařská výzdoba Zámku a Špitálu v Kuksu, zámku v Duchcově, reliéfy na Clam-Gallasově paláci v Praze). Výraznou osobností z příbuzenstva byl i sochař rakouského původu Antonín Pavel Wagner (v Praze například kašna a sochařská výzdoba Národního muzea, sochařská výzdoba před Rudolfinem).
Sochař Josef Wagner, otec Jana Wagnera, byl jedním z nejvýznamnějších reprezentantů meziválečné avantgardy, který se proslavil především poetickým pojetím tvorby, inspirovaným českým barokem a původním řeckým uměním (v Praze například pomník Jaroslava Vrchlického v Petřínských sadech, opuková socha Karla IV. v aule Karlovy univerzity). Matka Marie Wagnerová-Kulhánková, rovněž sochařka, byla známá mimo jiné jako vynikající portrétistka. Akademii výtvarných umění v Praze vystudoval i Janův syn sochař Lukáš Wagner, který se věnuje rovněž architektuře a divadlu, malířem byl Janův bratr Josef Wagner ml., který vystudoval architekturu.

## Život
První sochařská dílka vytvářel Jan Wagner v dětství pod vedením rodičů. Učil se rovněž hře na klavír, ovšem většinu času trávil u koní na jízdárně v Hořicích. Až mu jednoho dne dal otec ultimatum: "Buď chceš být sochař, nebo žokej, rozhodni se sám." Od té doby se datuje vážnější Janova umělecká tvorba.
V roce 1959 byl přijat na Akademii výtvarných umění v Praze, žel hned vzápětí mu bylo oznámeno, že je z akademie vyloučen. Záminkou se stal církevní pohřeb jeho otce v r. 1957, který byl tehdejší politickou garniturou označen za provokaci. Nastoupil tedy do Uměleckých řemesel a znovu dělal zkoušky na školu. V roce 1960 byl konečně přijat a do roku 1966 studoval obor sochařské tvorby u profesora Vincence Makovského a profesora Karla Hladíka.
V druhé polovině 60. let přijal nabídku stipendia na Akademii výtvarných umění ve Vídni (Akademie der bildenden Künste in Wien), kde se věnoval studiu medailérské tvorby u profesora Ferdinanda Welze. Za dosažené studijní výsledky byl oceněn Cenou Akademie (jako jediný zahraniční student v tehdejší historii vídeňské akademie). Ještě dva roky na škole zůstal jako osobní asistent profesora Welze.
Počátkem 70. let se vrátil do vlasti a v letech 1971 až 1974 byl profesorem na Sochařsko-kamenické škole v Hořicích. Práce se studenty ho bavila, ale jeho pedagogické metody, výtvarné pojetí a svobodomyslné projevy byly trnem v oku vedení školy a byl propuštěn. Poté odešel do Prahy a věnoval se volné tvorbě. V roce 1976 se oženil s redaktorkou Evou Kostlánovou a o dva roky později se jim narodil syn Lukáš.
K okolnímu dění nezůstal Jan Wagner chladný. V 70. a 80 letech se zasadil mimo jiné za záchranu Veletržního paláce, obnovu lanovky na Petříně a zastavení záměru bourat městskou část Žižkov.  
V té době znovu oživil kontakty s vídeňskými kolegy a v roce 1984 mu byl Akademií výtvarných umění ve Vídni udělen čestný titul Magister Artium. Zároveň odstartovaly přípravy  Wagnerovy výstavy v aule vídeňské akademie, která se uskutečnila za velkého zájmu veřejnosti i významných osobností v roce 1987. O rok později byl Janu Wagnerovi nabídnut post profesora na Akademii výtvarných umění ve Vídni, ovšem za tehdejší politické situace bylo nemožné s rodinou vycestovat, zůstal tedy v Praze.
V devadesátých letech se Jan Wagner vrátil k pedagogické práci a stal se opět profesorem a později vedoucím výtvarného oddělení na Střední průmyslové škole kamenické a sochařské v Hořicích. Úspěšně připravil řadu žáků pro přijetí na Akademii výtvarných umění v Praze a další umělecké vysoké školy. Zde pod záštitou významného odborníka v oblasti školství Ladislava Čerycha, jeho celoživotního přítele, zbudoval vyšší odbornou restaurátorskou školu, která však byla po několika letech ministerstvem školství zrušena. I v tomto období se s plným nasazením věnoval volné tvorbě, vystavoval po celé republice, realizoval několik pomníků.
Dne 1. července 2005 po dlouhé nemoci zemřel. Je pochován v rodinné hrobce na hořickém hřbitově na vrchu Gothard.  

## Dílo

### Svět manéže
V plastikách a kresbách konce 50. a počátků 60. let byla ve Wagnerově tvorbě zastoupena především portrétní a figurální plastika z pískovce, kararského mramoru a dřeva. V mnohých dílech se odrážela sochařova velká láska ke koním a manéži. Vrcholnými díly raného období byly plastiky inspirované ve své poetické stylizaci cirkusovým světem malíře Františka Tichého (např. plastiky Kouzelník z roku 1963 a Sen z roku 1964).

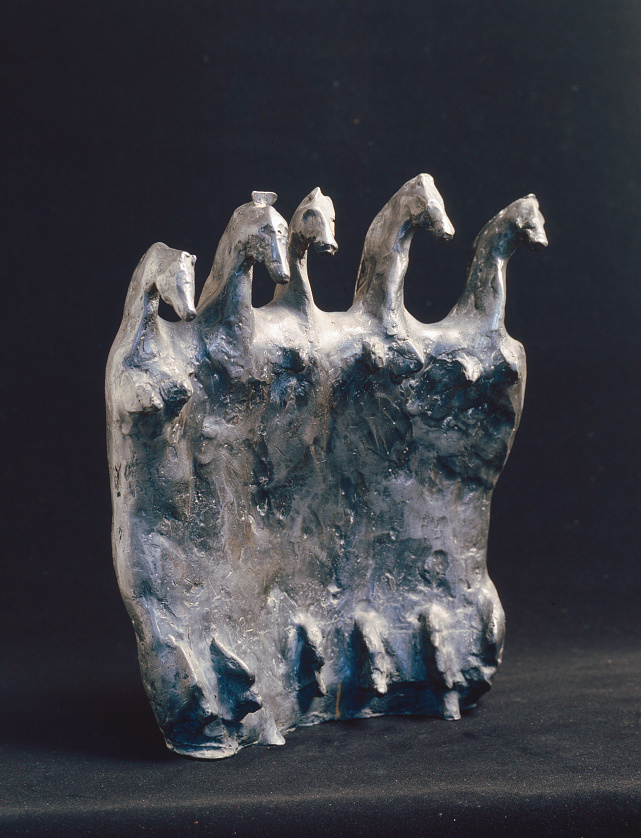
Cirkusoví koně, bronz, r. 1965, v. 70 cm
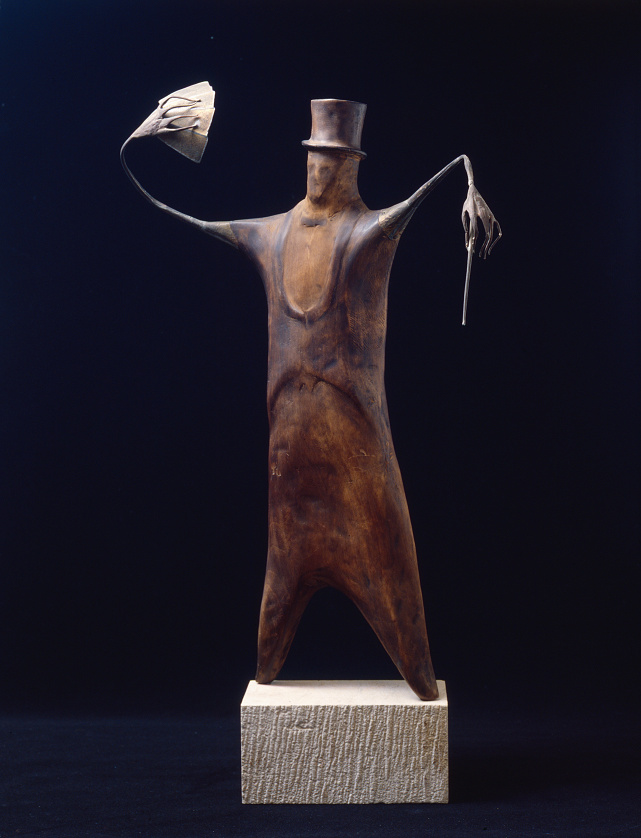
Kouzelník, kombinovaná technika, r. 1963, v. 63 cm
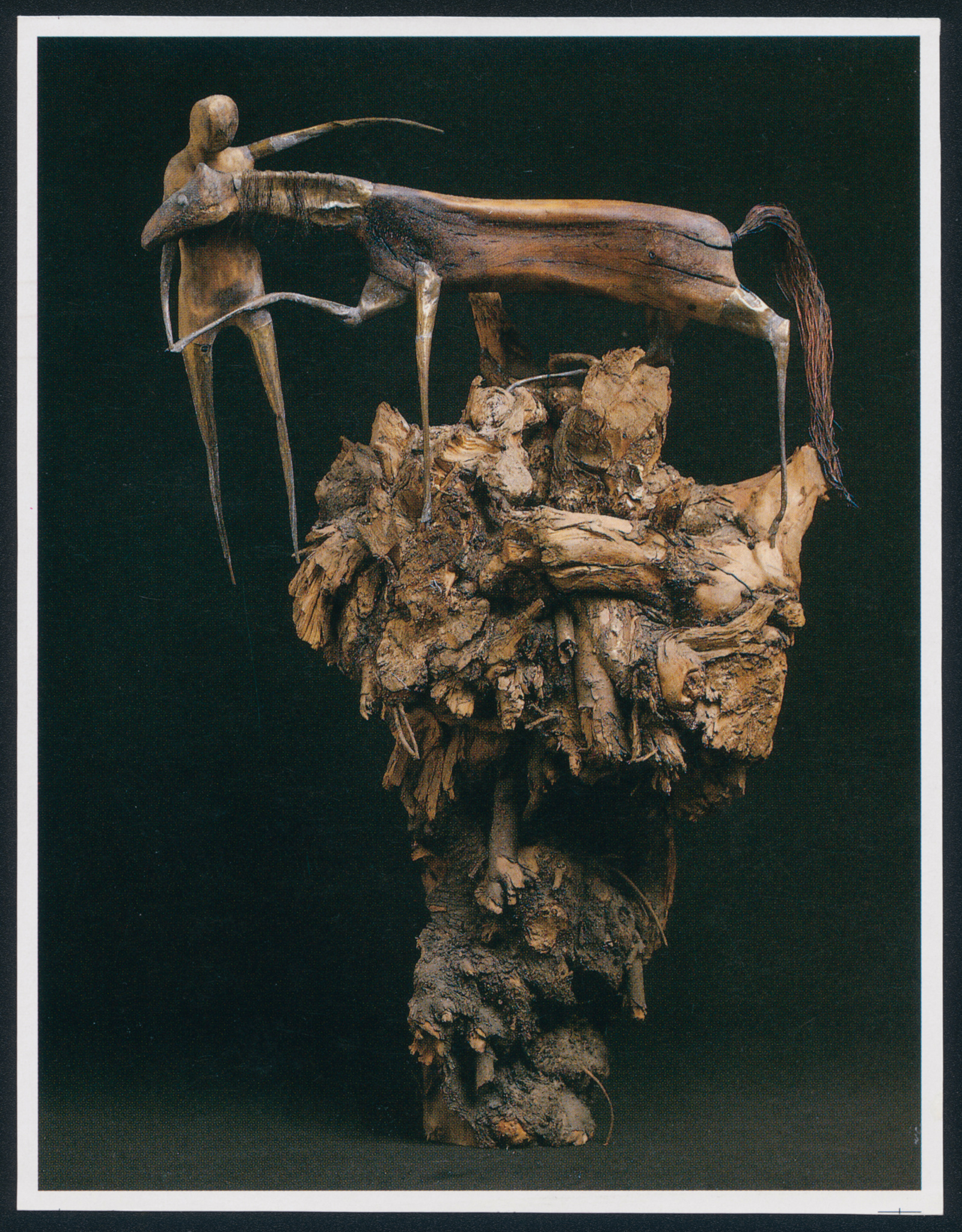
Sen, kombinovaná technika, r. 1963, v. 68 cm

### Kinetické objekty
V počátcích studia na AVU byl ve Wagnerově tvorbě zřetelný vliv rodičů. Ovšem když ho profesor Vincenc Makovský napomenul, že svět druhého Josefa Wagnera nepotřebuje (tím mínil Janova slavného otce), začaly vznikat první objekty, které předurčily sochařův další umělecký vývoj. Jan Wagner začal realizovat své představy zcela nekonvenčním způsobem, mizí statičnost a vše se dává do pohybu, zvučí a žije vlastním životem (například Gramofon, 1962, Svět ticha, 1962, Automatický zapalovač, 1966). Významným impulzem k tomuto kroku za hranice klasického sochařství, který byl pro Jana Wagnera současně svého druhu vzpourou proti zavazující a svazující rodinné tradici, byla v roce 1962 pařížská výstava Jeana Tinguelyho, kterého velmi obdivoval.

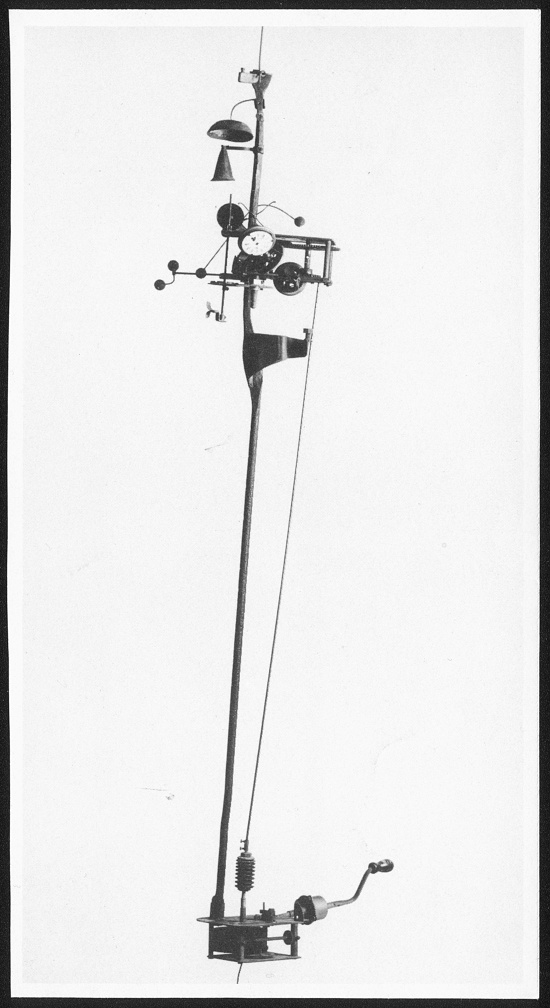
Mobilní objekt, kombinovaná technika, r. 1962, v. 135 cm
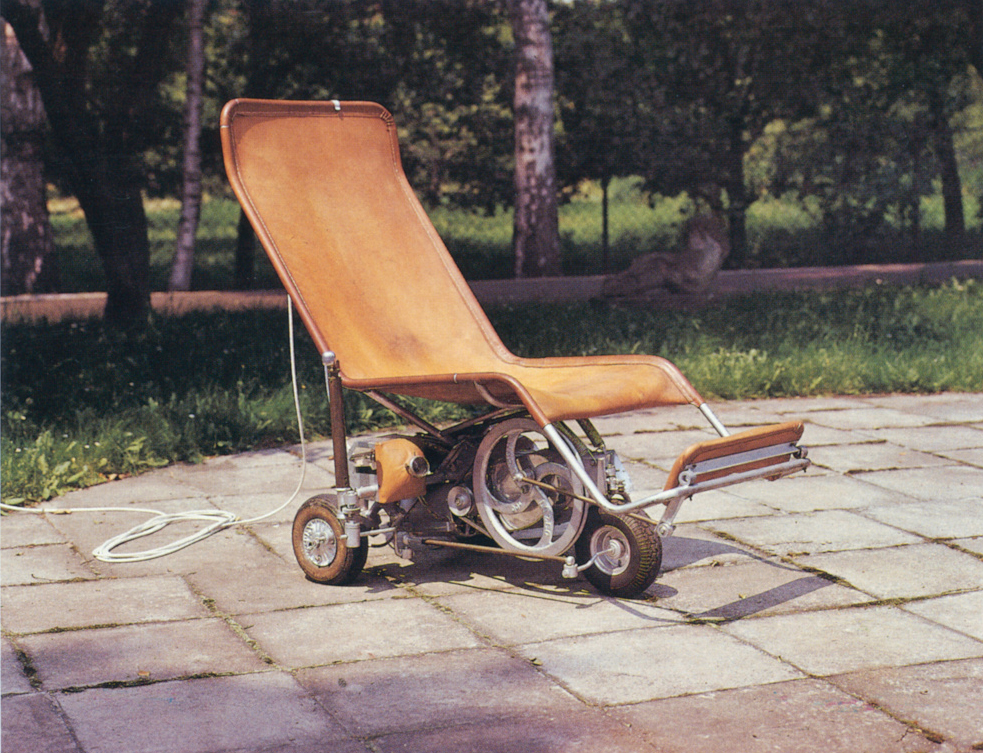
Automatické houpací křeslo, kombinovaná technika, r. 1967, v. 120 cm
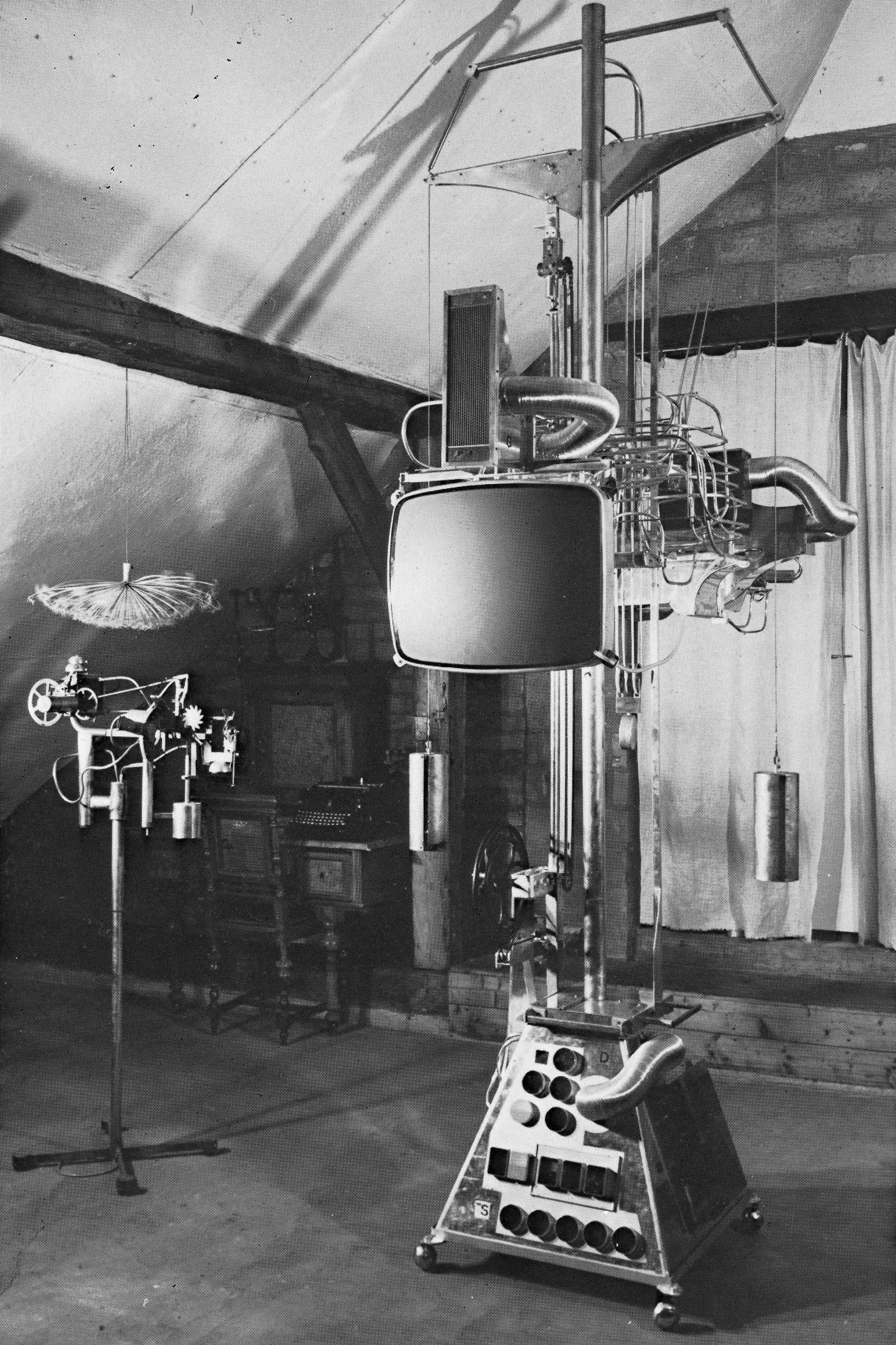
Automatická televize, kombinovaná technika, r. 1969, 320 cm
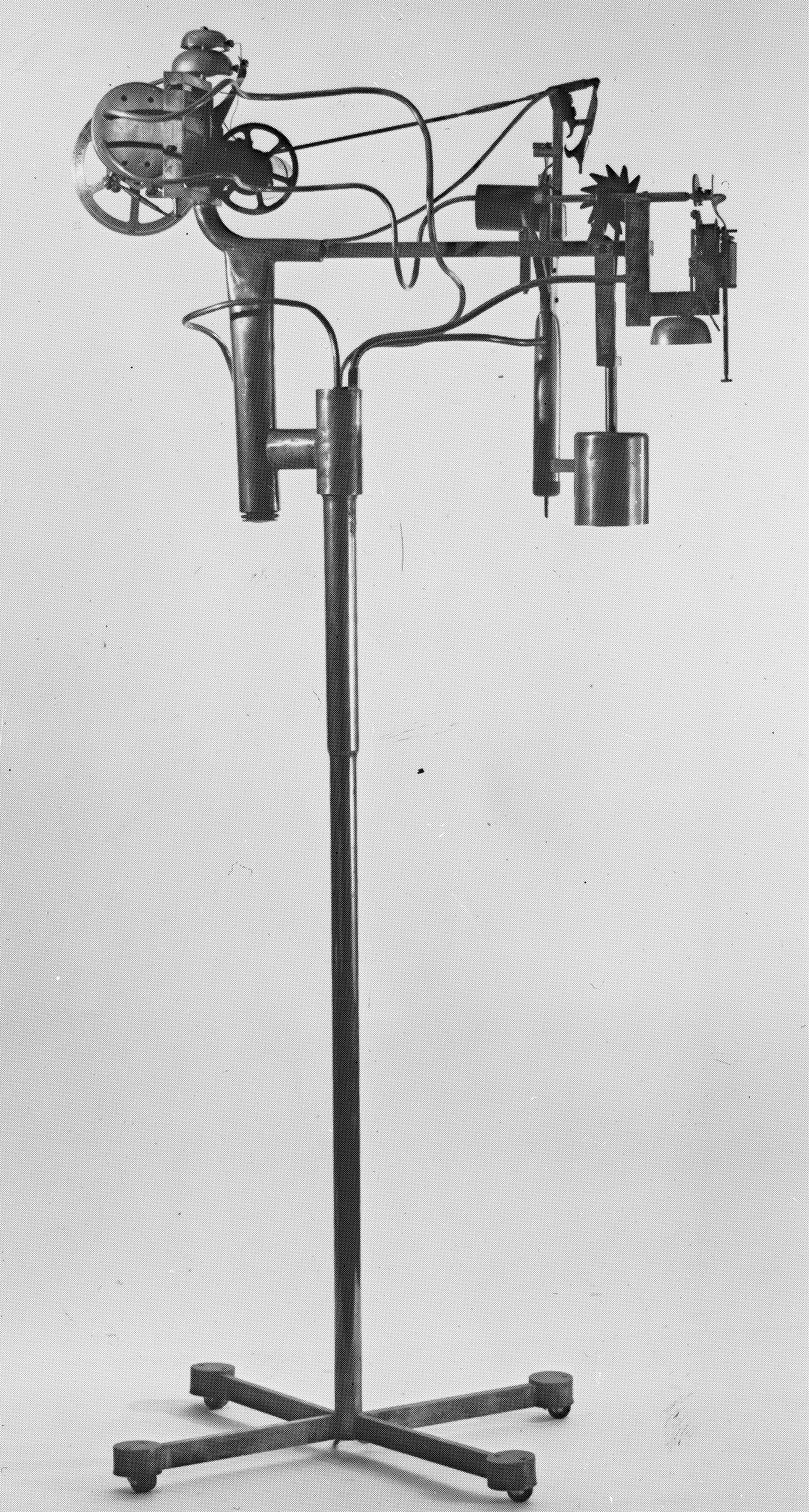
Automatický zapalovač, kombinovaná technika, r. 1967. v. 150 cm

### Medaile
K dalšímu posunu ve Wagnerově směřování došlo během studia medailérské tvorby na vídeňské akademii. Vznikla řada originálních děl, která překvapila tehdejší umělecký svět mimo jiné i tím, že ani medaile nemusí být statická. Například Wagnerovu Mobilní medaili z r. 1968, která získala cenu mezinárodní medailérské federace FIDEM, zakoupilo British Museum v Londýně, jeho Velkou mobilní medaili z roku 1969 má ve svých sbírkách Národní galerie v Praze, řada Wagnerových medailí z bronzu či cínu je v Muzeu umění v Olomouci. Také v medailérské tvorbě je zřetelné okouzlení Jana Wagnera světem strojů a mechanismů, díla vynikají bezchybným uměleckým ztvárněním a poetickou krásou. V této souvislosti nelze opominout i dokonalé kreslené studie k medailím.

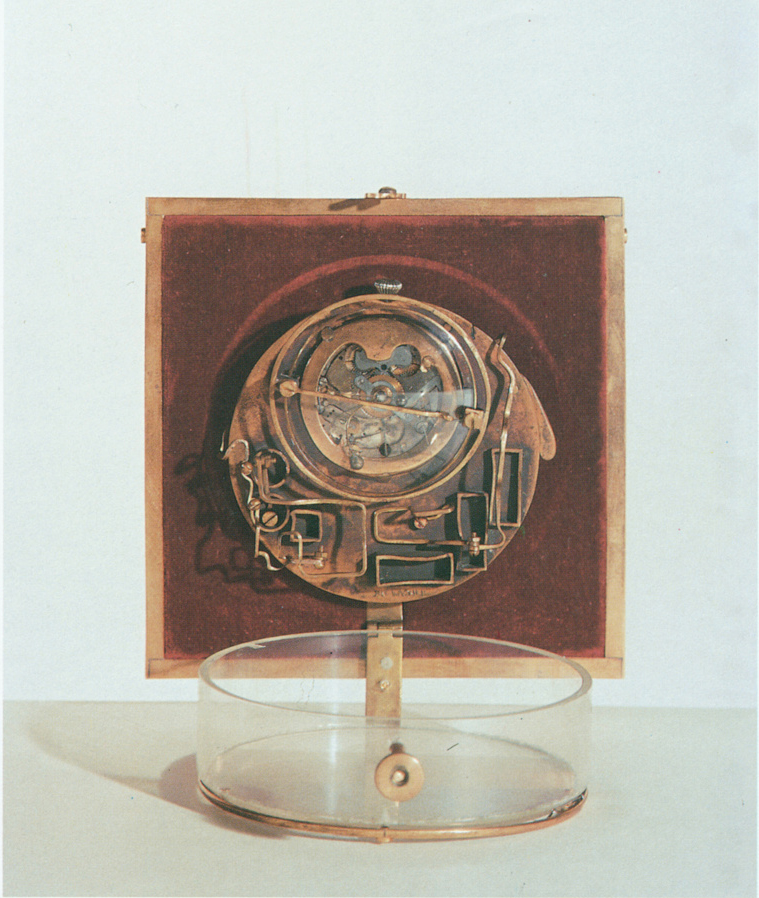
Mobilní medaile, kombinovaná technika, r. 1968, v. 17 cm
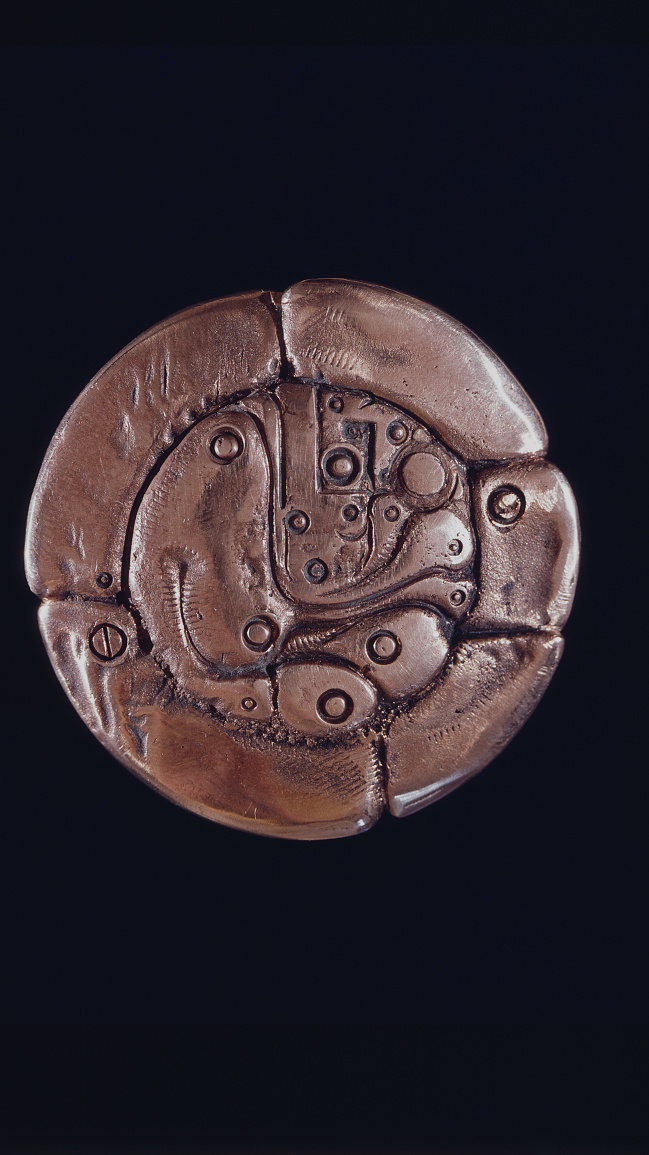
Medaile III., bronz, r. 1969, Ø 70 mm
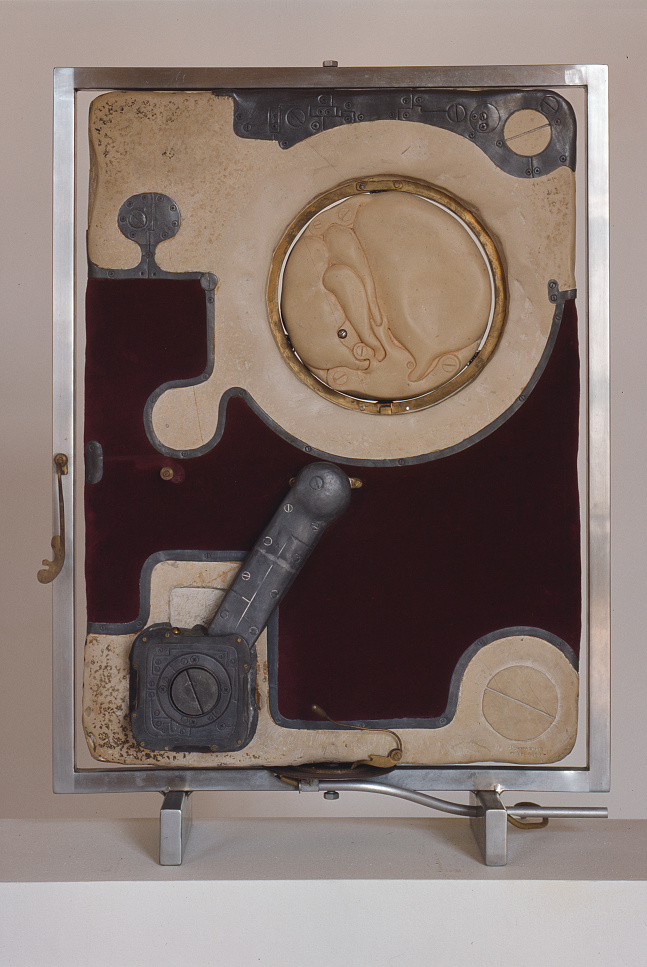
Velká mobilní medaile, kombinovaná technika, 1969, v. 70 cm
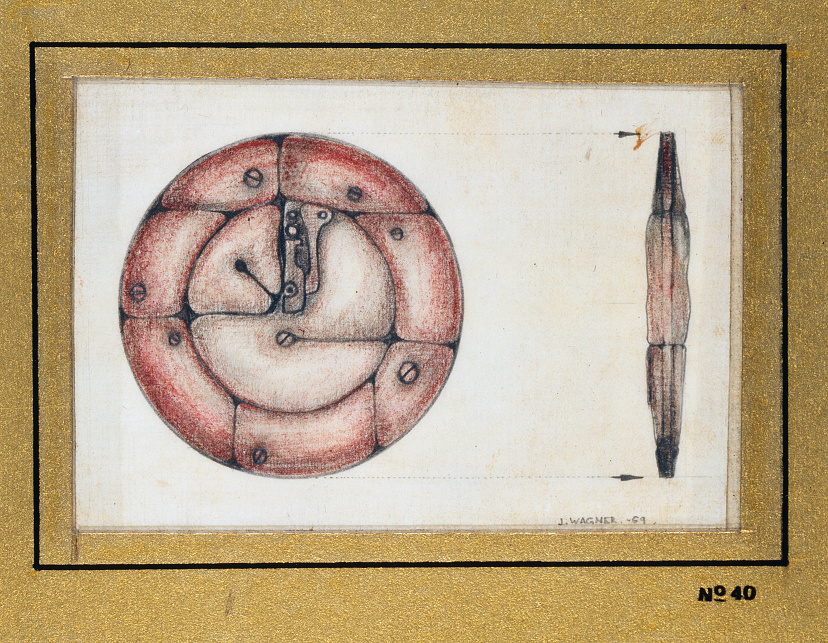
Studie k medaili No 40, pastel, r. 1968
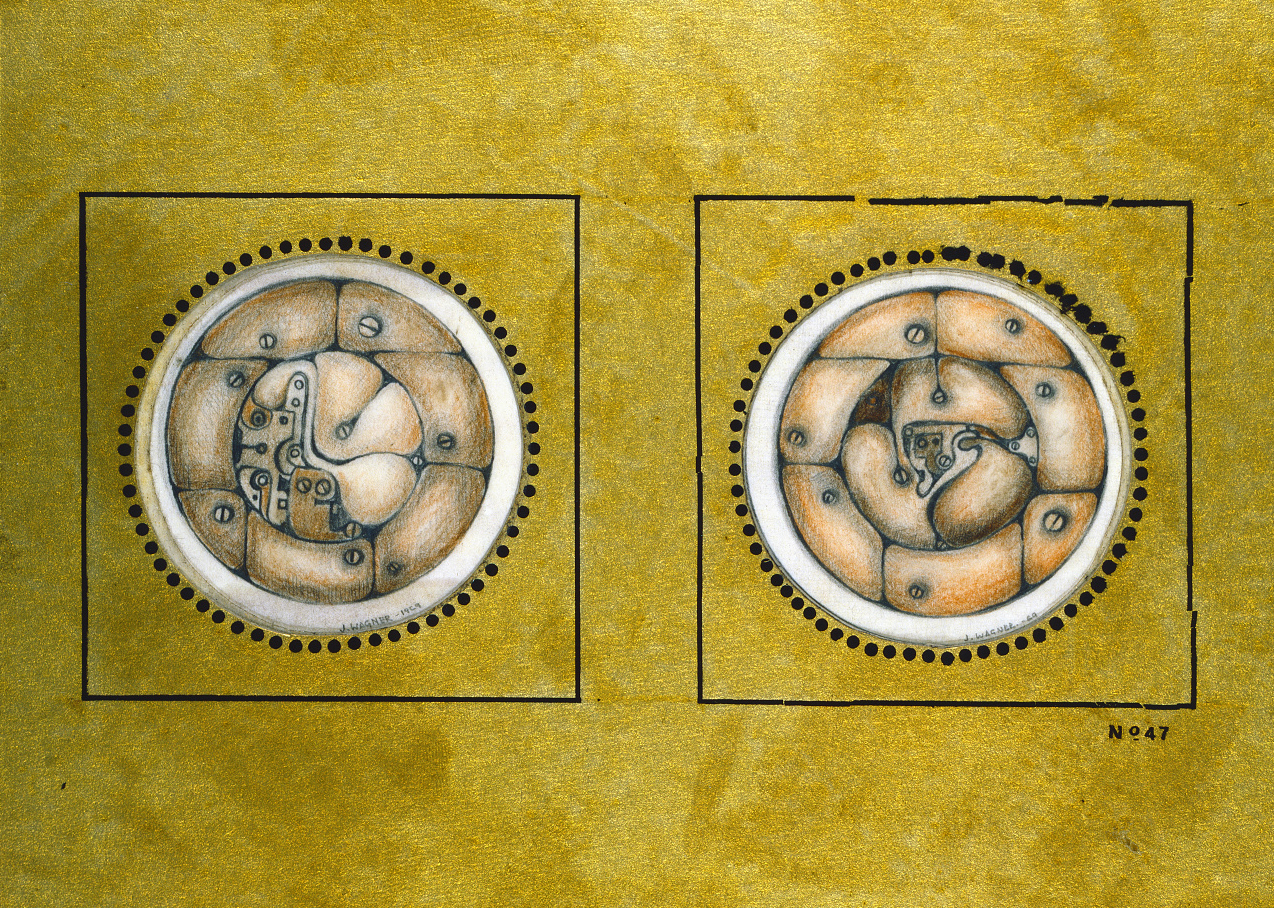
Studie k medaili No 47, pastel, r. 1969
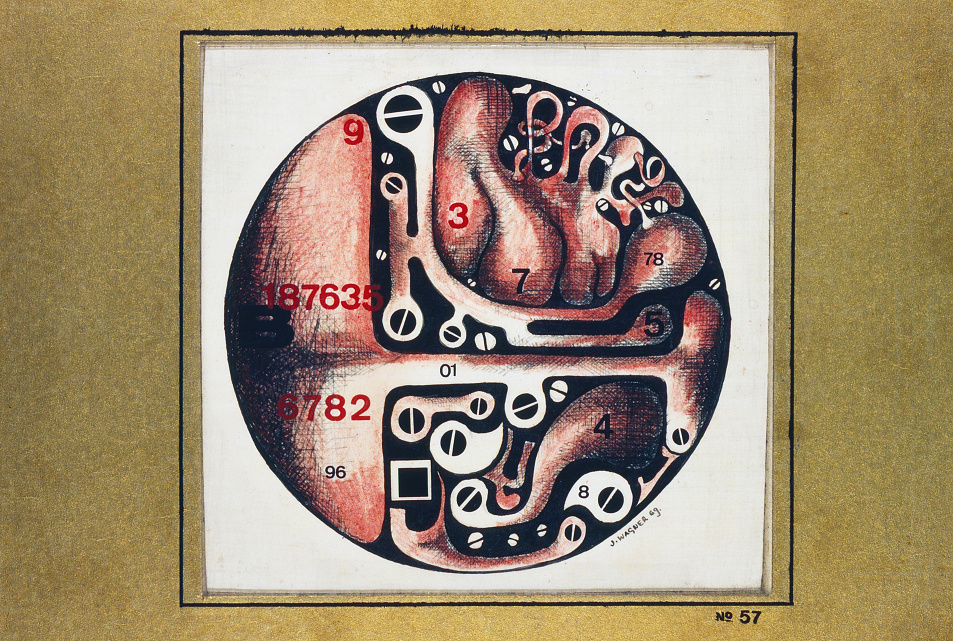
Studie k medaili No 57, pastel, r. 1969

### Nástěnné objekty
Za svého vídeňského působení i v pozdější tvorbě se Jan Wagner velmi často zaměřoval na sochařské pojednání interiérů. Vytvářel reliéfy a nástěnné objekty z kamene, kovu, skla, dřeva, kůže i textilních materiálů. I tato jeho díla se vyhýbají statičnosti, pohybují se, žijí a tím vtahují do své existence diváka (např. Pendlovky z roku 1967, Mobilní reliéf z roku 1976).

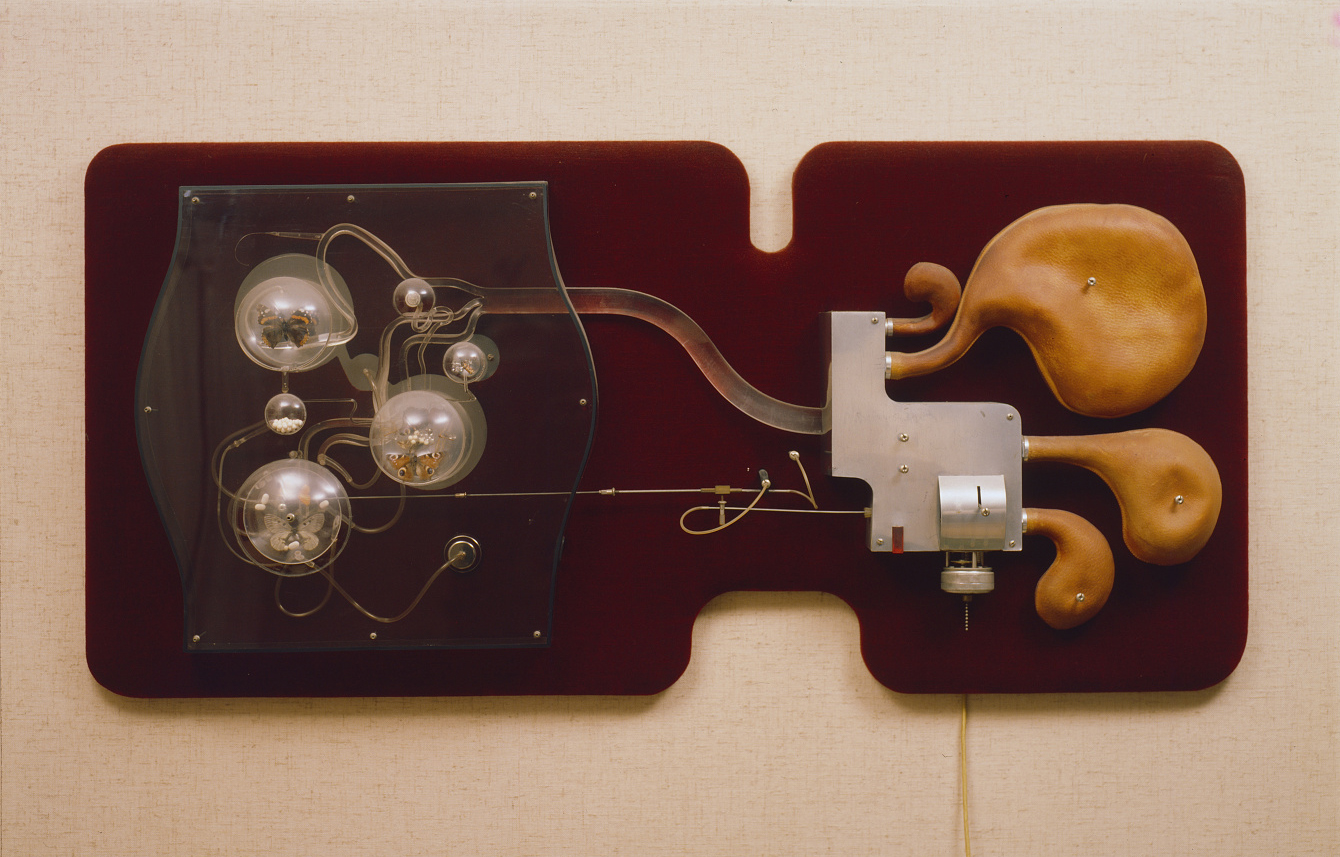
Mobilní reliéf, kombinovaná technika, r. 1973 až 1976, v. 59 cm

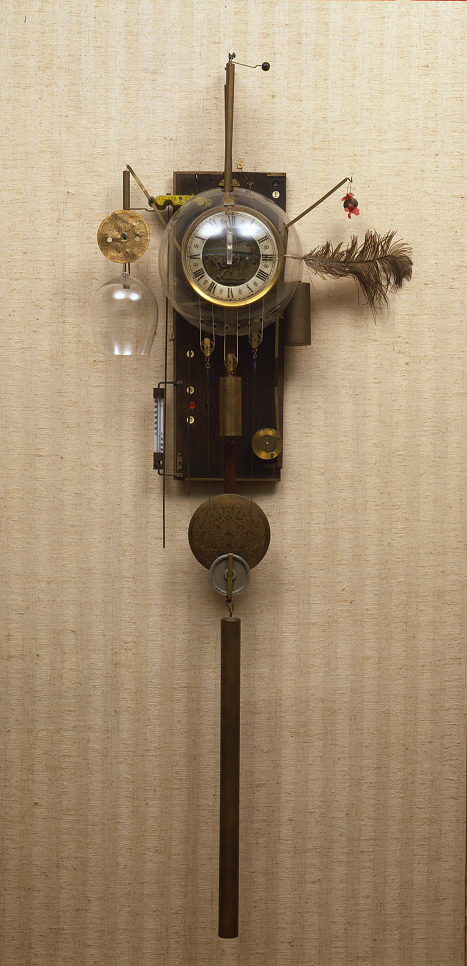
Pendlovky, kombinovaná technika, r. 1967, v. 160 cm
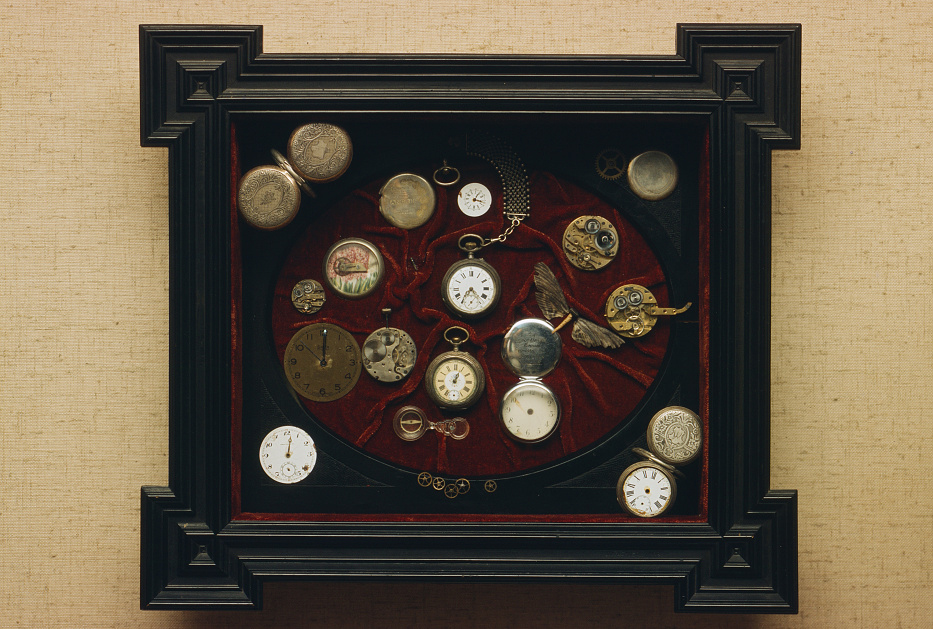
Tik tak rapsodie, kombinovaná technika, 1967, v 70 cm
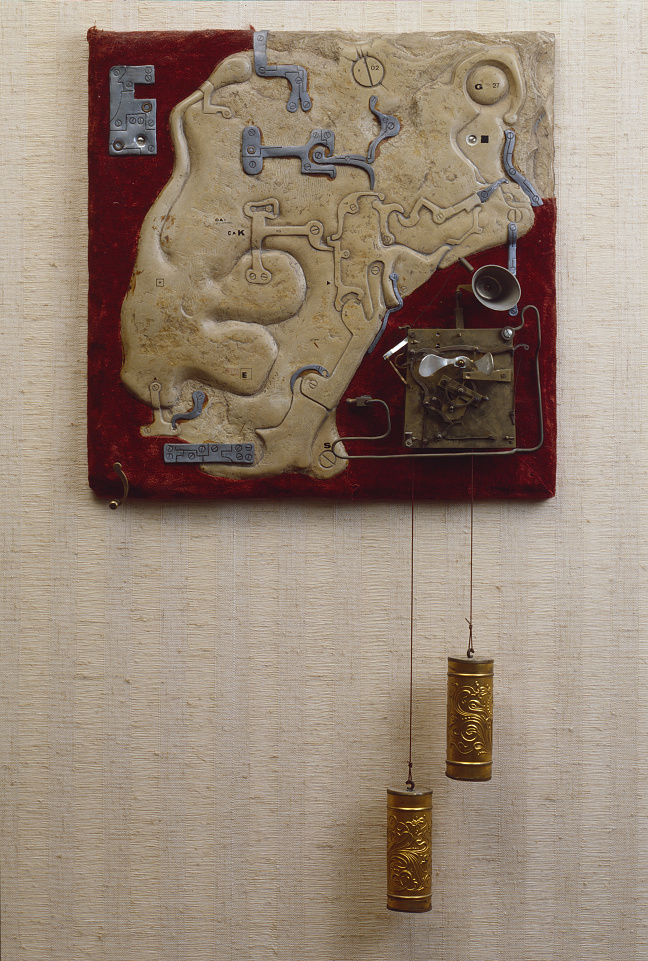
Mobil Cak Cak, kombinovaná technika, r. 1968, v. 72 cm
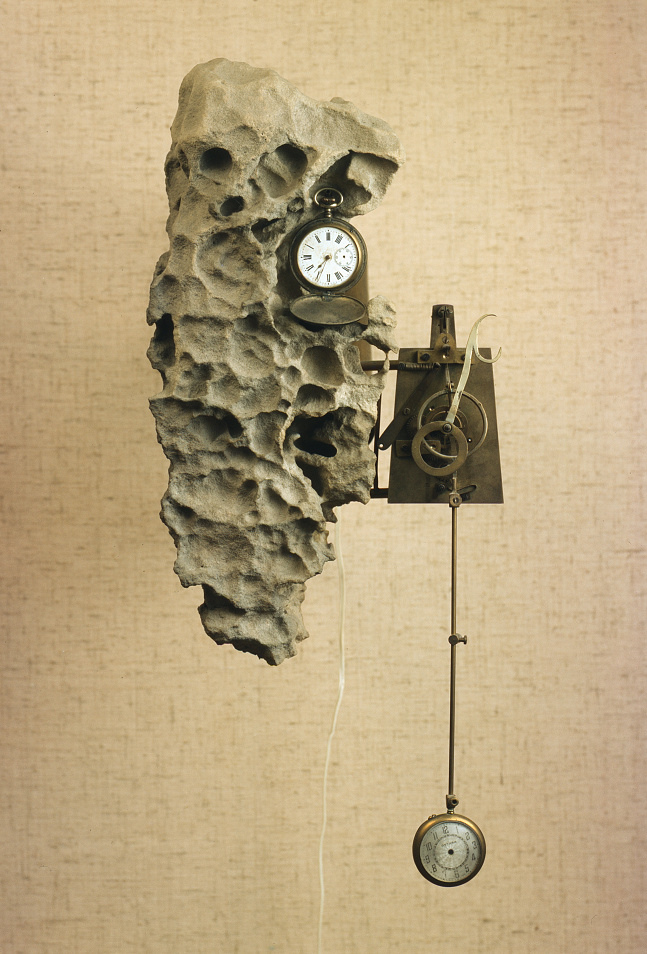
Hodiny Český ráj, kombinovaná technika, r. 1969, v. 58 cm

### Od kinetiky k elektronice
Pro 70. a 80. léta byl pro Wagnerovu tvorbu charakteristický přechod od mechanických kinetických objektů k elektronickým s důrazem na barevnost a plasticitu jednotlivých částí. Klasický rejstřík sochařských materiálů rozšířil nejen o sklo, umělé hmoty, elektronické součástky, věci z běžného života i z přírody, ale také o nehmotné substance jako světelné, barevné, pohybové i zvukové efekty. Svá díla často uzavíral do plexisklových boxů, kde vnitřní část je živoucím světem sama pro sebe. Tímto krokem překročil tradičně definované sochařství a jeho iluzivnost a od kinetismu se vydal k luminokinetismu (Relaxační oscilátor Biochemie, roku 1979, Zeměkoule, roku 1980).

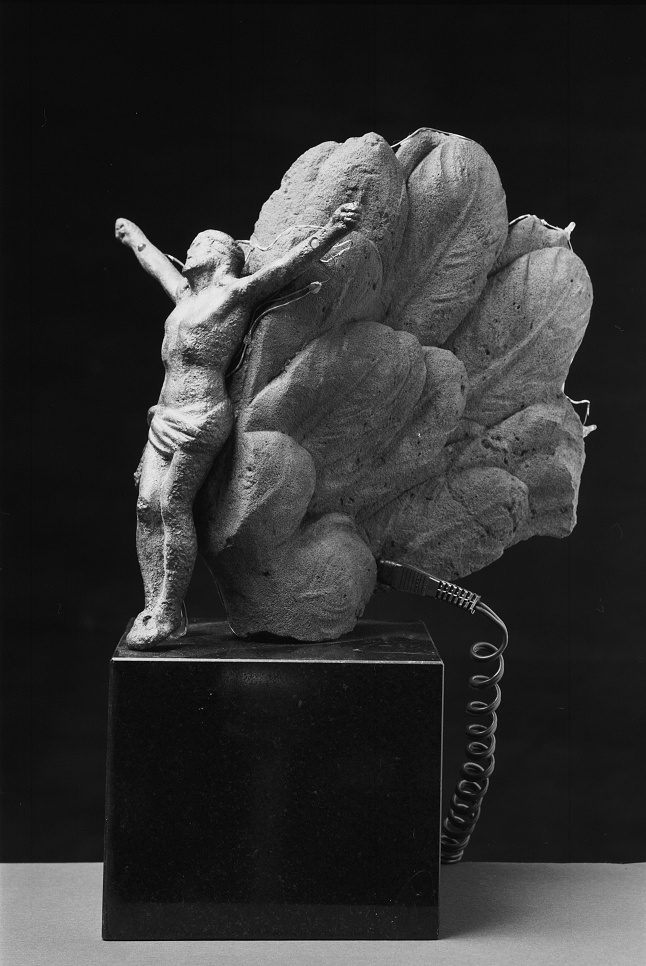
Kristus, kombinovaná technika, r. 1970, v. 24 cm
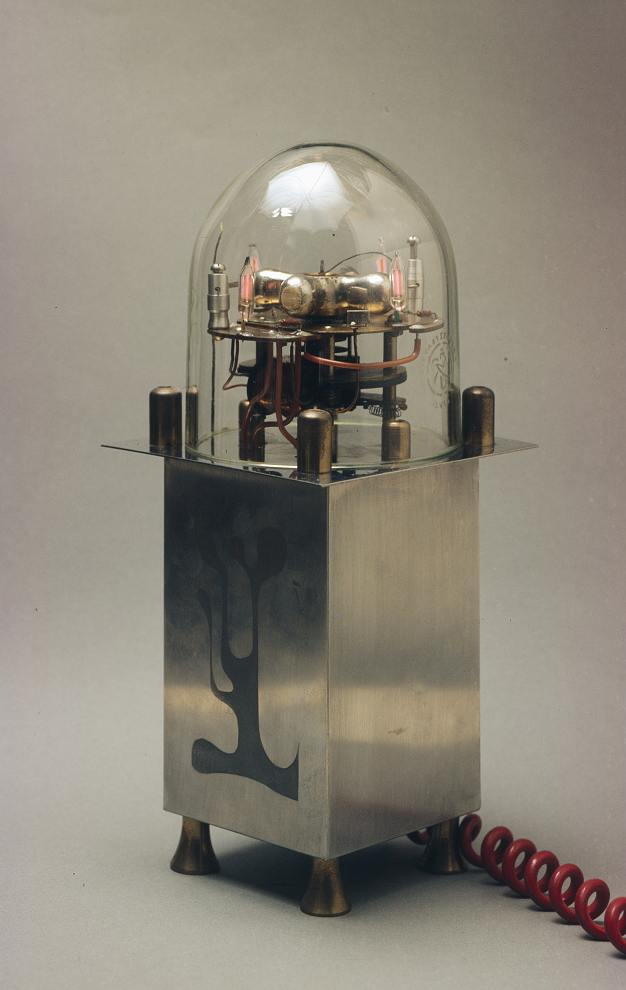
Däniken, kombinovaná technika, r. 1971, v. 20 cm
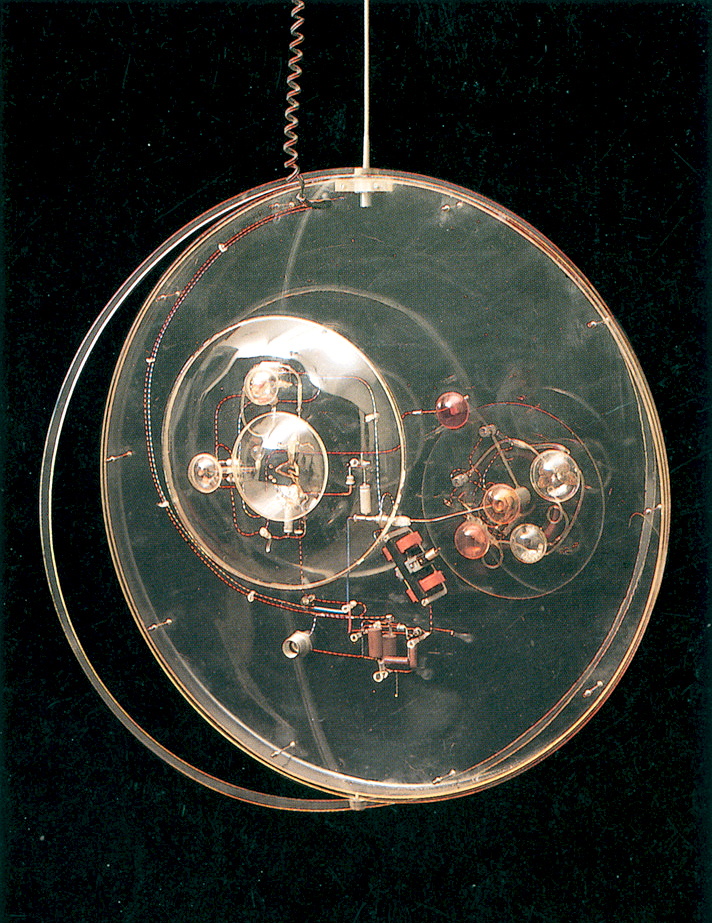
Zeměkoule, kombinovaná technika, r. 1980, Ø 72 cm
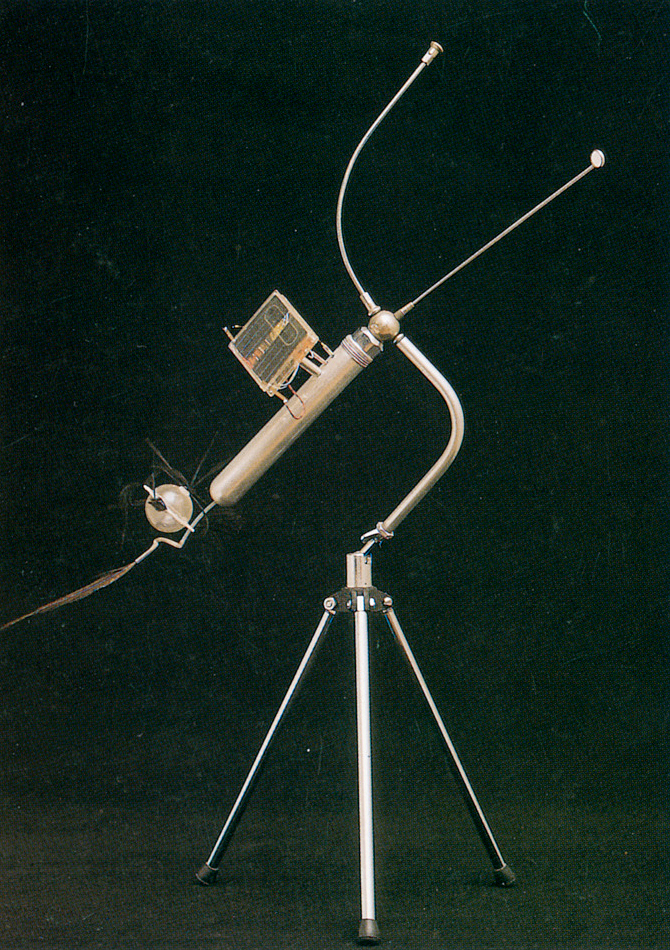
Solární objekt, kombinovaná technika, r. 1980, v. 38 cm
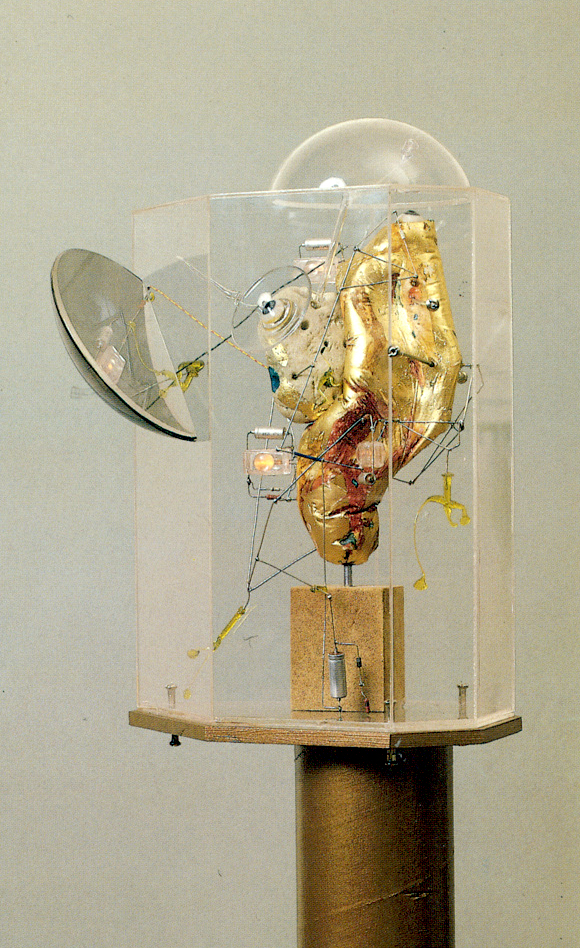
Biochemie XXI. století, kombinovaná technika, r. 1986, v. 150 cm

### Od elektroniky k přírodě
Sama elektronika se od 2. poloviny 70. let a především v 80. a 90. letech stala pro sochaře příliš neosobní a chladnou a začaly ho fascinovat jevy a možnosti organického světa: jako by jeho sochařské objekty byly určeny pro výrobu živých bytostí nebo orgánů těla. Do průhledných částí jsou uzavřeni motýli, mušky nebo jiný hmyz (například Motýlí adaptér, 1976) či umělé oči (Biochemie 21. století - Oči, 1986). Sochař se snažil důrazem na přírodu humanizovat napětí mezi člověkem a strojem. S humornou nadsázkou a ironií mířil až k existencionálním otázkám. Jeho komorní interiérové plastiky vynikají originalitou, perfekcionistickým zpracováním a vyváženou kompozicí. Charakteristická je pro Wagnerovu tvorbu hravost a křehkost podání.

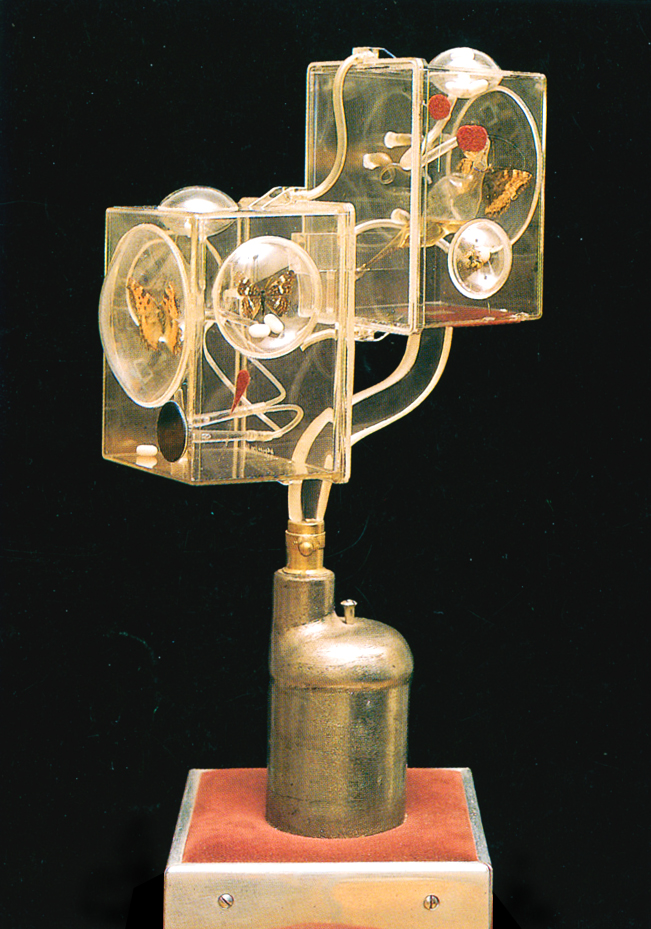
Hmyzí dvojdům, kombinovaná technika, r. 1976, v. 45 cm
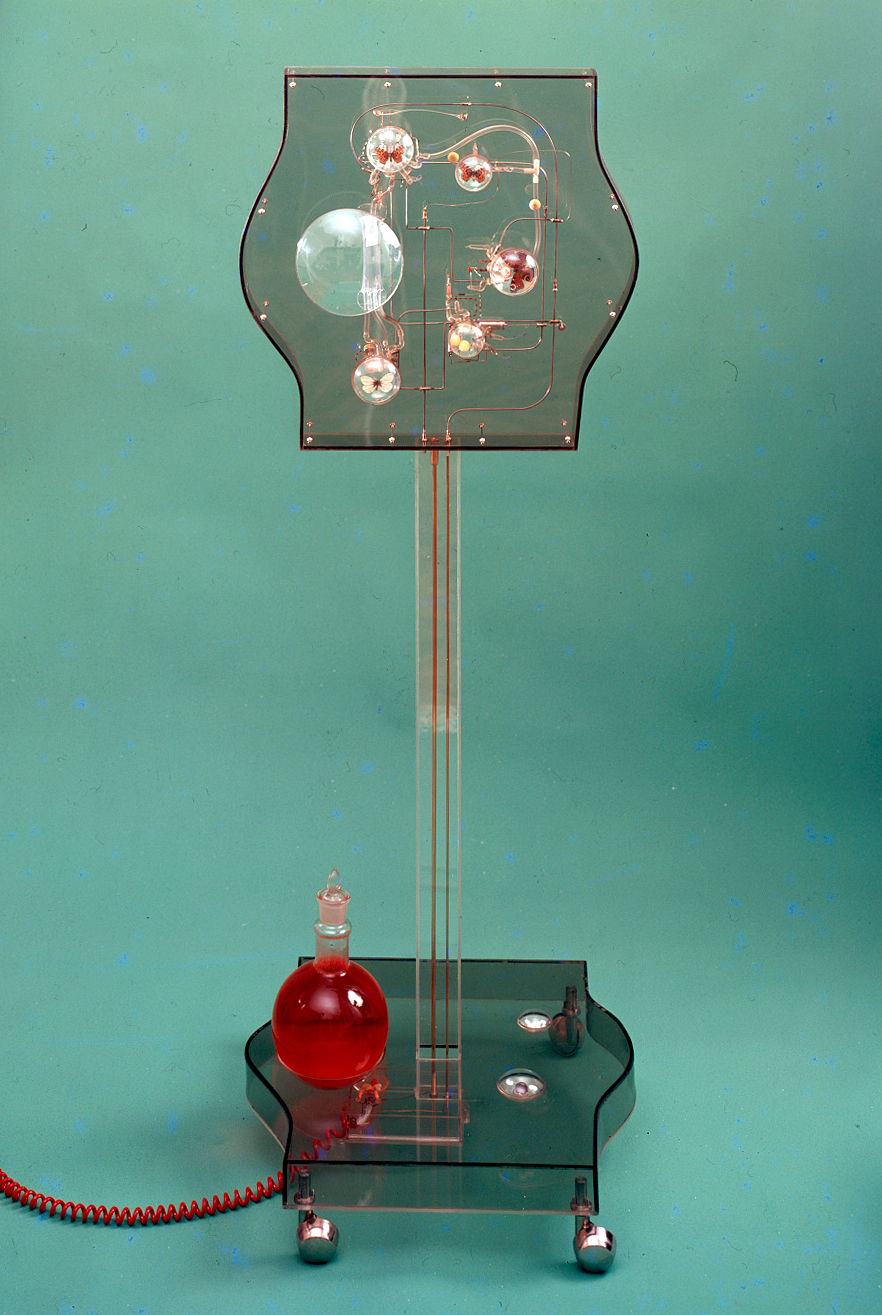
Velký hmyzí objekt, kombinovaná technika, r. 1977, v. 160 cm
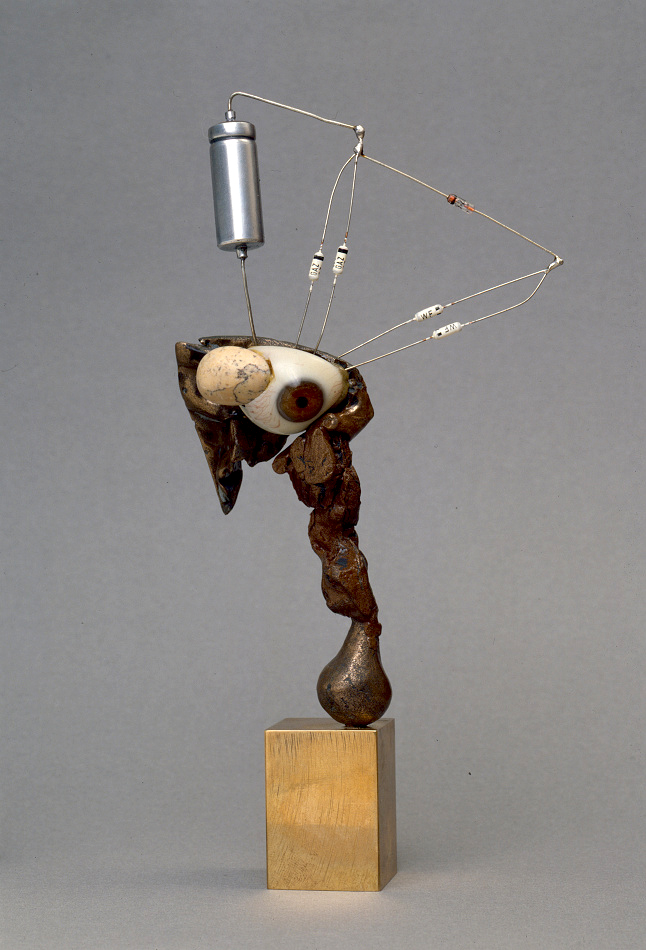
Kosmické zvěstování, kombinovaná technika, r. 1985, v. 19,5 cm
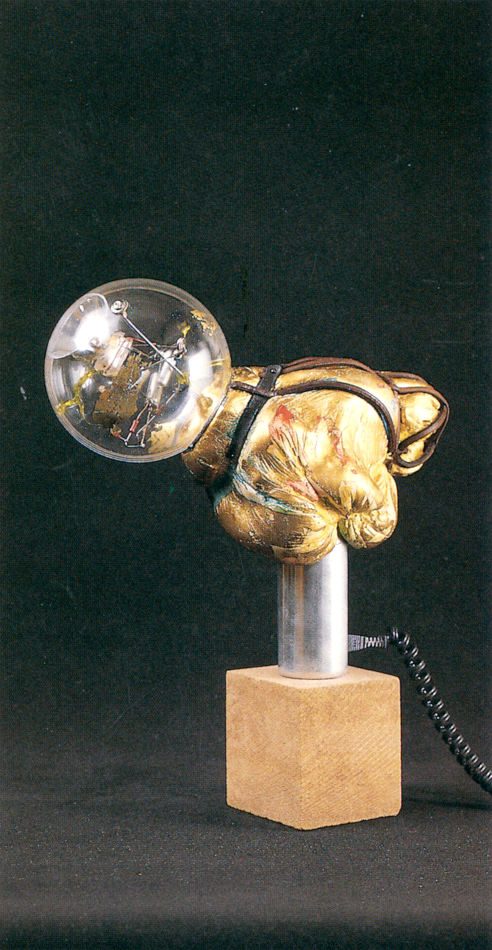
Objekt s čenichem, kombinovaná technika, r. 1986, v. 42 cm
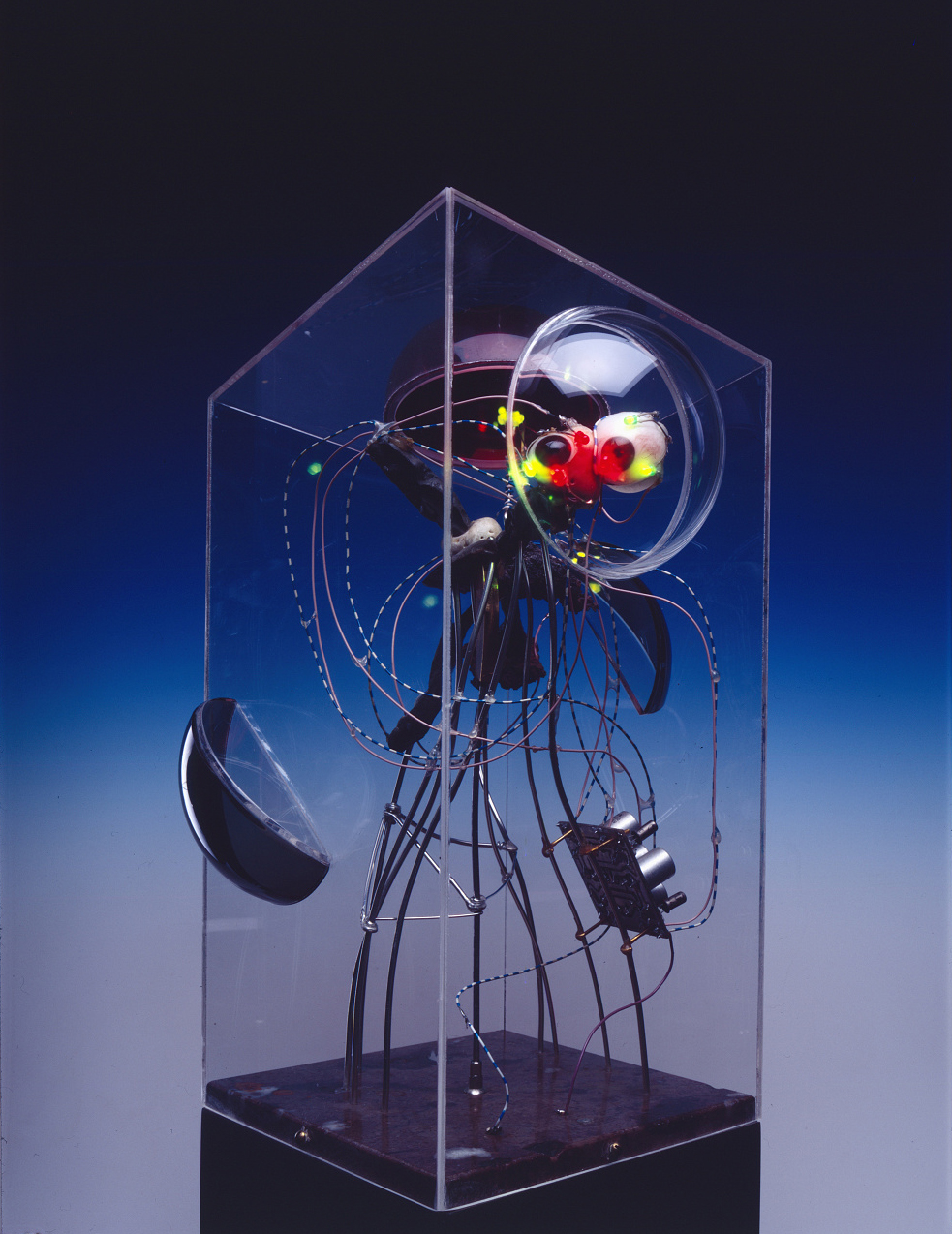
Mžourající příšera, kombinovaná technika, r. 1987, v. 45 cm

### Politicky laděné objekty
Od 90. let rozšířil Jan Wagner umělecký rejstřík o díla ovlivněná politickým děním a možností se svobodně umělecky vyjadřovat ke společenským jevům minulosti i současnosti (například Kupředu levá, 1990, Poslanec, 1992).

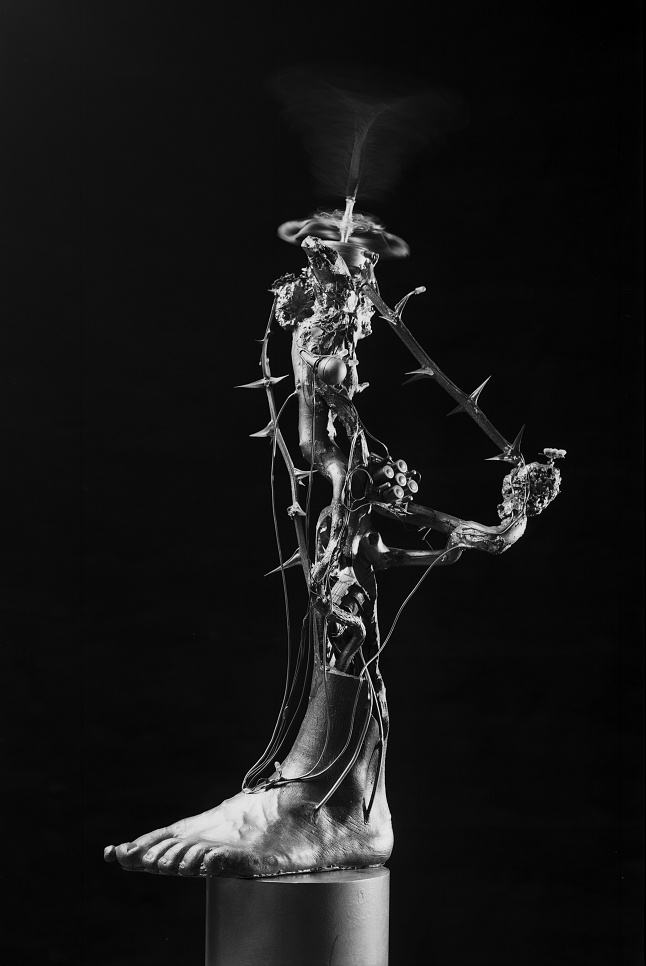
Kupředu levá, r. 1990, v. 63 cm
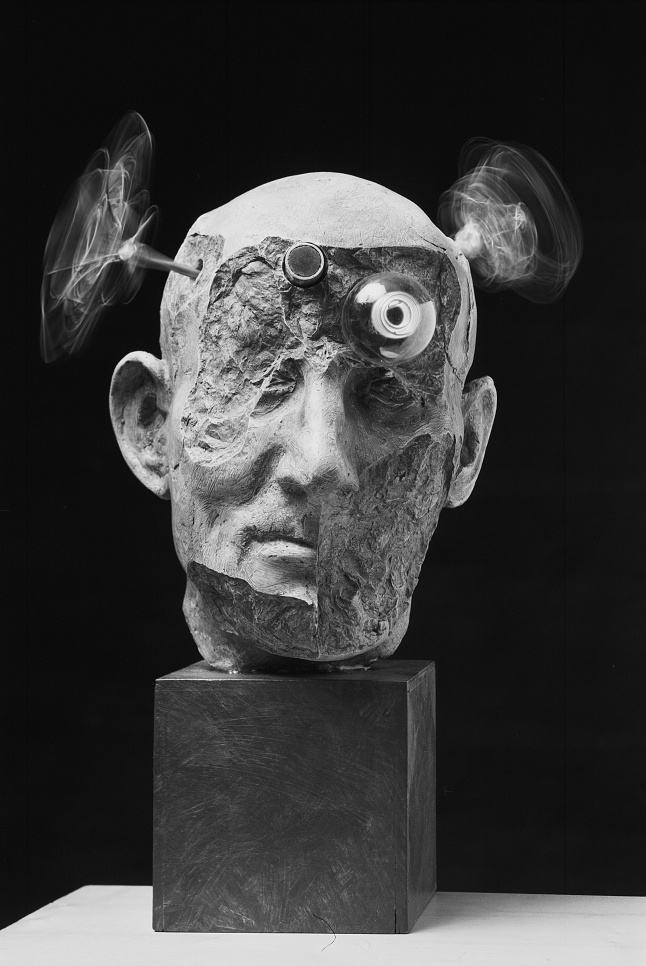
Poslanec, kombinovaná technika, r. 1992, v. 54 cm

### Obrazy, kresby, koláže, grafiky
Jan Wagner se během celé své umělecké dráhy zabýval rovněž malířskou a grafickou tvorbou za použití nejrůznějších technik - od kresby, přes akvarely, koláže až k obrazům zkombinovaným s trojrozměrným kinetickým vyjádřením. Rovněž vytvářel dokonalé studie k sochařských objektům. V těchto dílech uplatňoval bohatou fantazii a smysl pro detail (Levitace, rok 1966, Kompozice, 1968, Pocta Fra Angelicovi, rok1979).

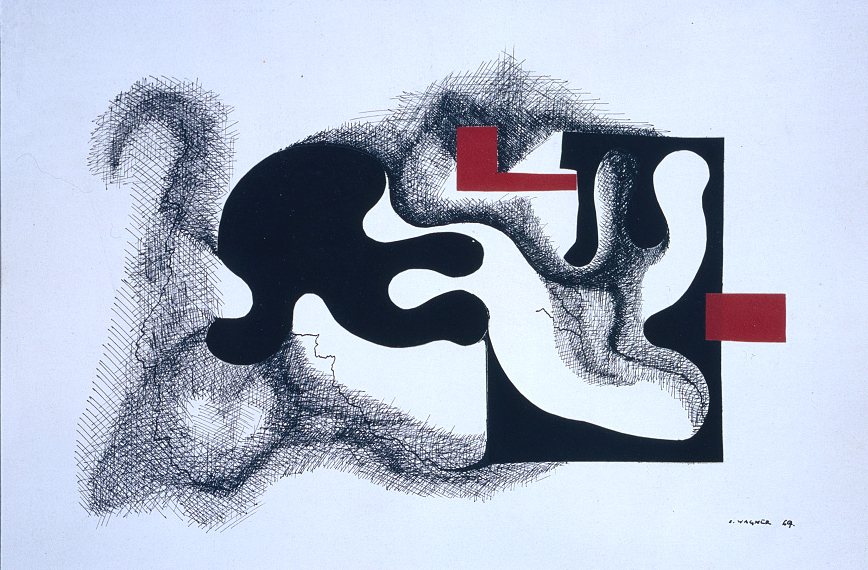
Studie I, kombinovaná technika, r. 1969
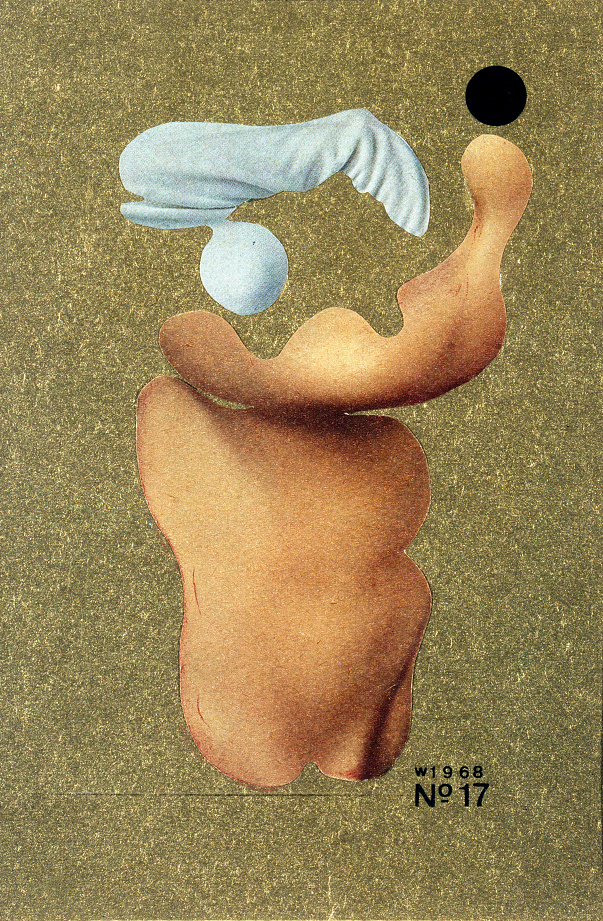
Kompozice, koláž, r. 1968
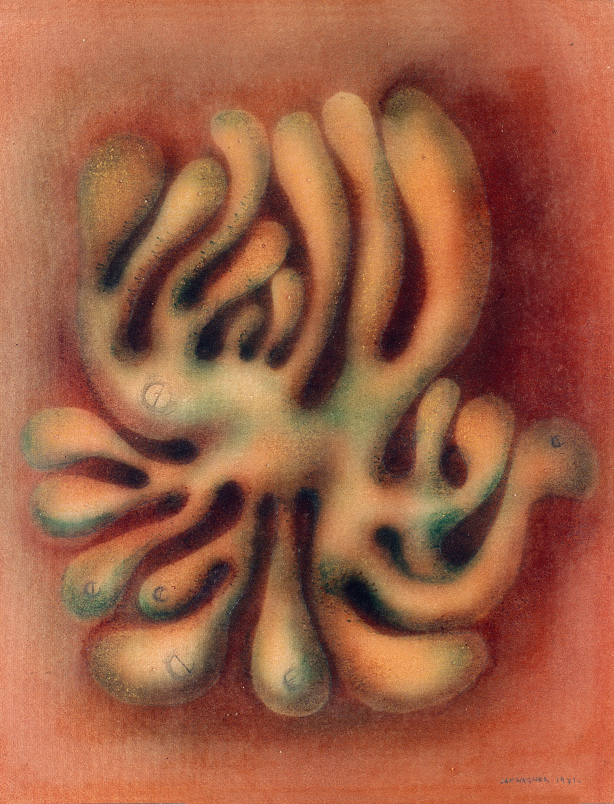
Studie, pastel, r. 1971
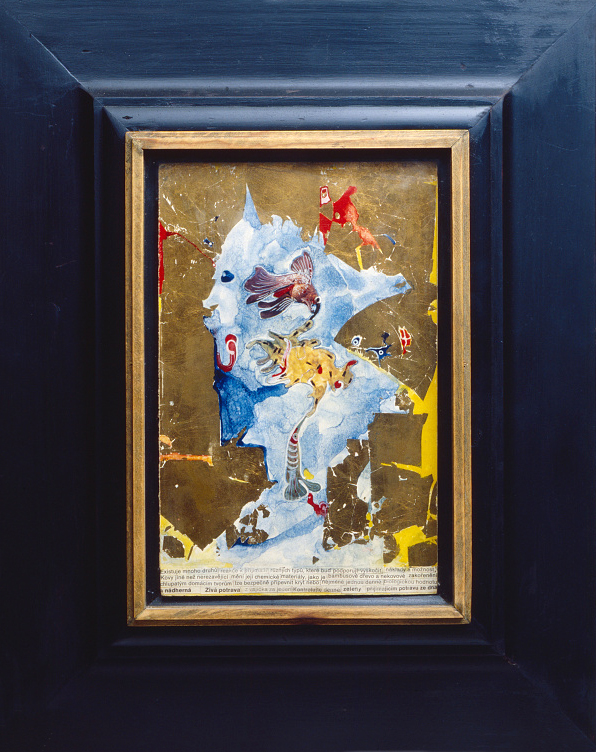
Pocta Fra Angelicovi, akvarel a zlato, r. 1979
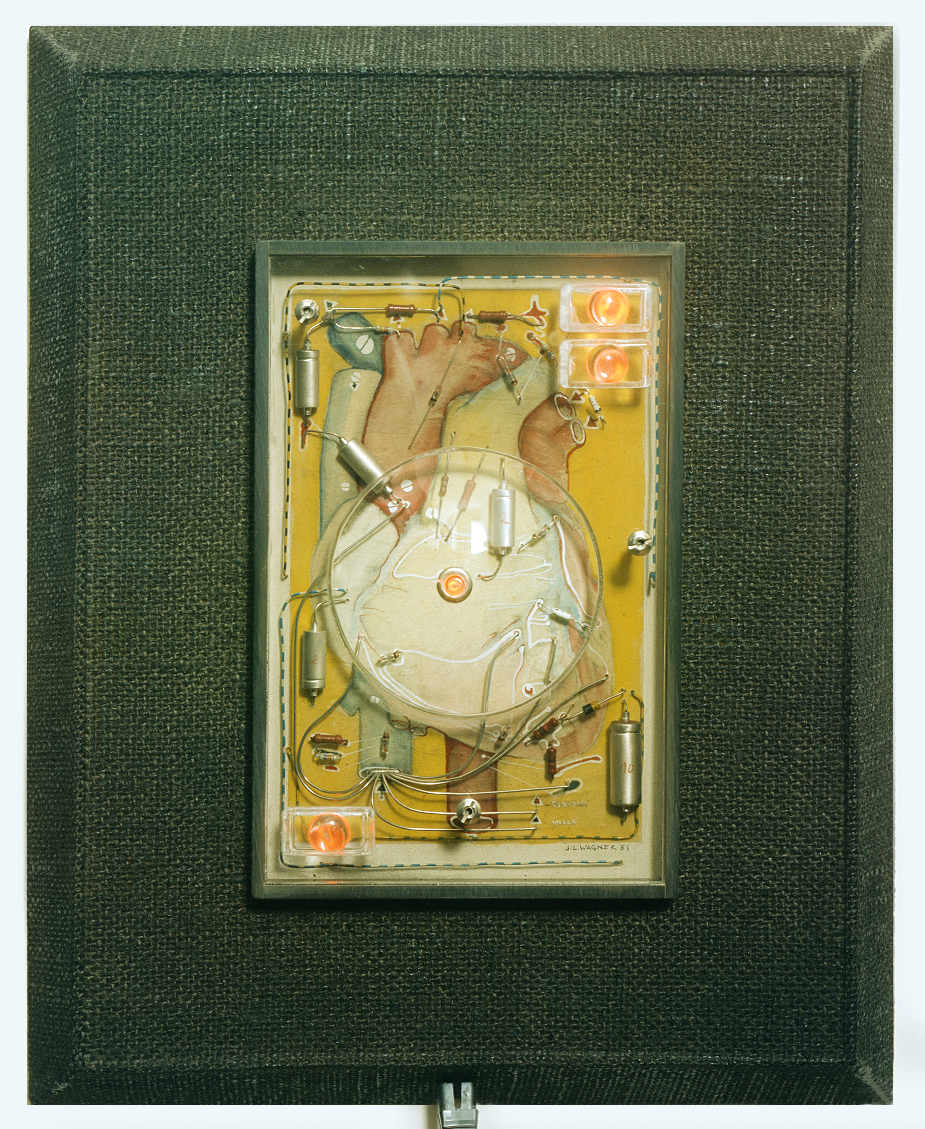
Biochemie, kombinovaná technika, r. 1981

### Šperky, design, zahradní plastiky
Perfekcionistické zpracování medailí logicky dovedlo Jana Wagnera ke šperkařské tvorbě. Pro matku, ženu i přátele dělal originální prsteny, hodinky i náhrdelníky (Prsten, zlato a jaspis rok 1969, Prsten s kamenem, stříbro, pk. 1975).
Nemalou kapitolu ve Wagnerově tvorbě tvořilo užité umění a design. Po celý život navrhoval a zhotovoval nábytek, potahoval staré železné kostry kůží a výsledkem byla nádherná křesla, z nichž některá se v duchu Janovy tvorby hýbají, houpají a zvučí. Ztvárňoval rovněž originální designérské kousky (džbán s tlakováním kysličníkem uhličitým na 7 litrů piva, nářadí a příbory s dřevěnými rukojeťmi organických tvarů a podobně). Technický talent nezapřel ani při výrobě vlastního malého mopedu. V rodinném domě v Hořicích vytvořil řadu zahradních objektů a zákoutí (Královské křeslo, rok 1963, Zahradní židle se stolkem, rok 1974, Zahradní fontána u bazénku, rok 1987 atd.), z nichž mnohé však byly po jeho smrti zničeny vandaly. Z dětské touhy být hercem se vyvinula sochařova spolupráce s divadlem (například Semaforem, Divadlem Šimka a Grossmana), pro které vytvářel scénografii a divadelní rekvizity (například Automatická rákoska, Jakobaci, 1995).

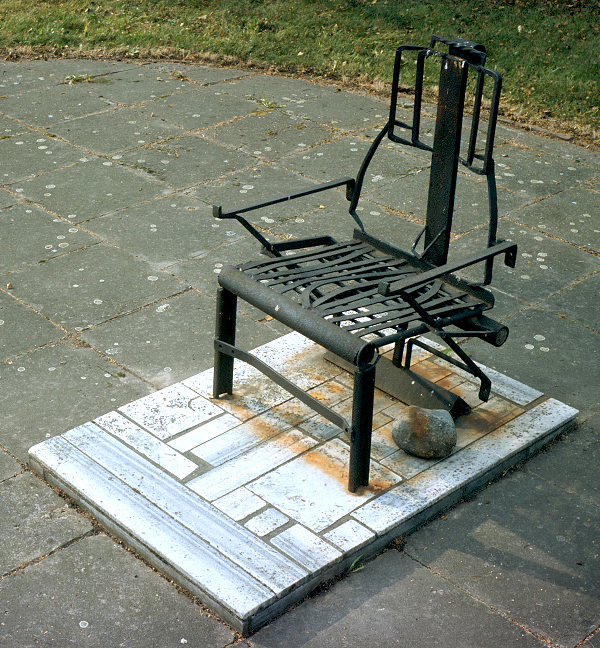
Královské křeslo, svařovaná technika, r. 1963, v. 105 cm
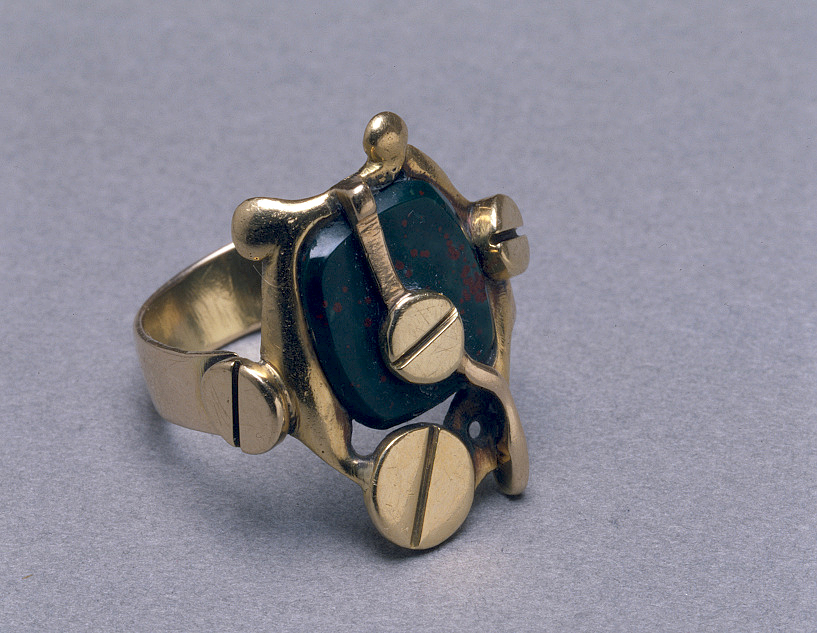
Prsten, zlato a jaspis, r. 1969
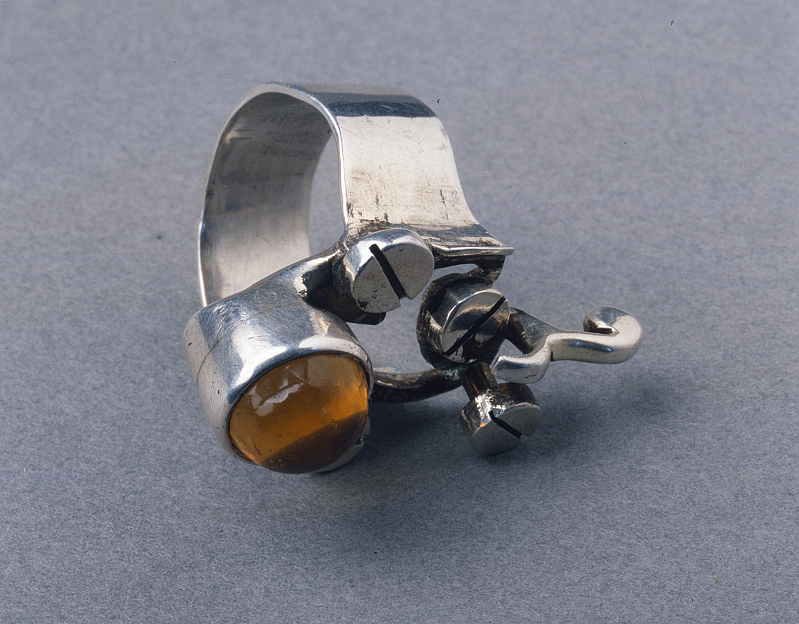
Prsten s kamenem, stříbro, 1975
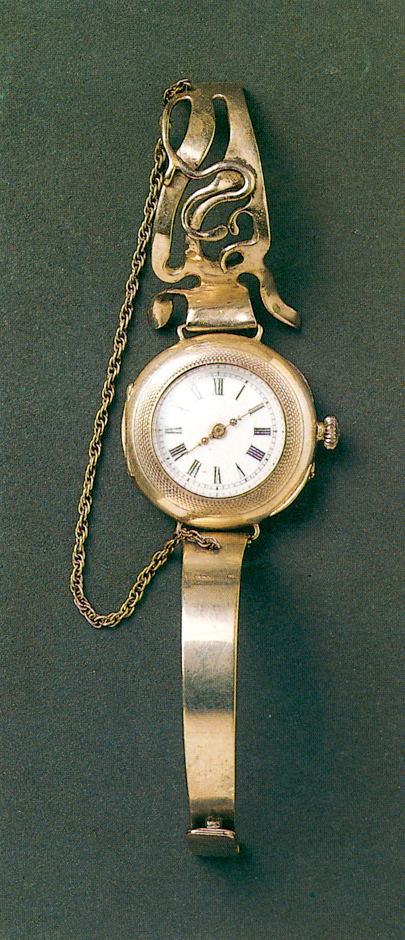
Náramek ke starožitným hodinkám, alpaka, r. 1976

### Monumentální sochařská tvorba
Exteriérová tvorba Jana Wagnera byla v 70. a 80. letech poznamenána tehdejší politickou situací. Wagner se cíleně zabýval plastikami a díly, která neyla ovlivněna ideologickými požadavky normalizační kulturní politiky. V tomto období realizoval řadu zajímavých soch (například Pamětní sloup na hřbitově ve Vrchlabí), reliéfů (pro firmu Kovoprojekta v Hradci Králové), fontán (mj. v Konstantinových Lázních, v Jaroměři, Františkových Lázních) v zahraničí realizoval fontánu a interiérovou stěnu z kamene a skla v bankovní aule v Kuvajtu. Věnoval se rovněž restaurátorské činnosti (například v zahradách zámku Dobříš). V 90. letech pak realizoval významná díla jako Památník obětem komunismu v Hradci Králové (rok 1998) a konečně spatřil světlo světa i Pomník Antonína Dvořáka, který spolu se svými žáky a synem Lukášem realizoval podle třetinového sádrového modelu sochaře Josefa Wagnera, Janova otce ( v roce 2000 v Praze před Rudolfinem a v roce 2004 v Příbrami). V roce 2002 navrhl a realizoval Jan Wagner Tančící kašnu na pražském Senovážném náměstí, na niž umístil sochy od rakouské sochařky Anny Chromy, které nechal odlít z bronzu (tyto sochy umělkyně darovala městu Praze).

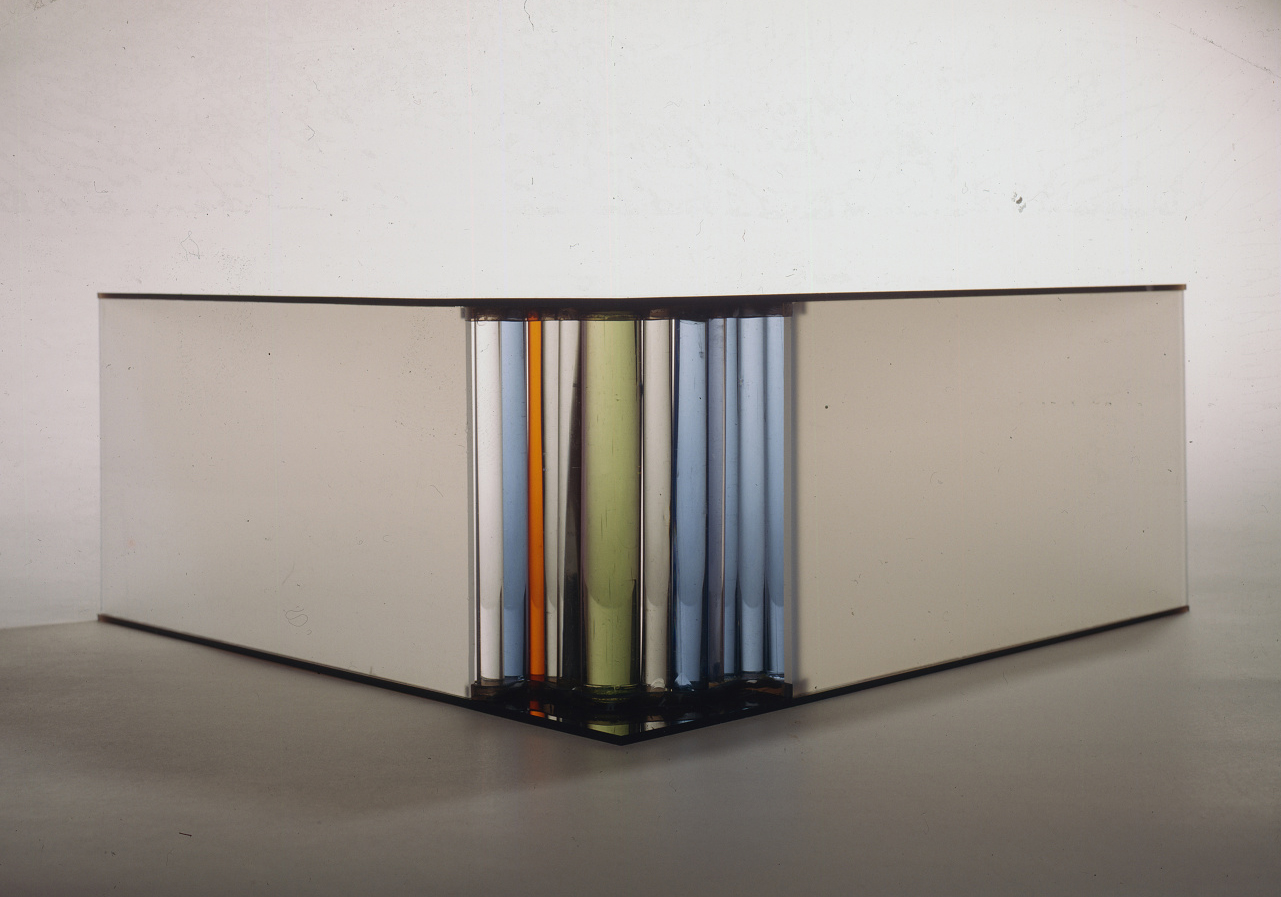
Maketa fontány, banka B&B, Kuvajt, sklo, r. 1985, v. 65 cm
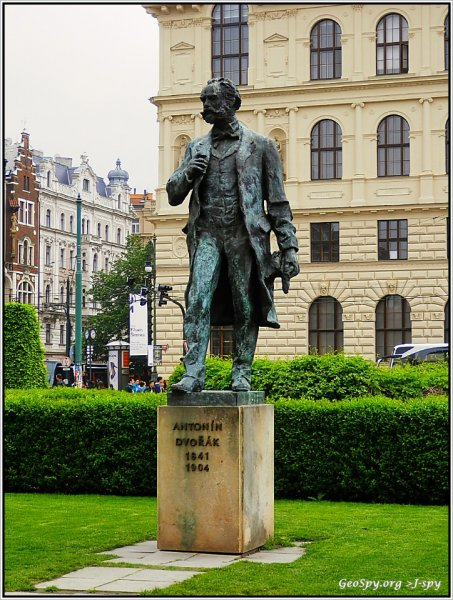
Pomník Antonína Dvořáka, Praha, r. 2000, Příbram r. 2004, bronz, v. 305 cm
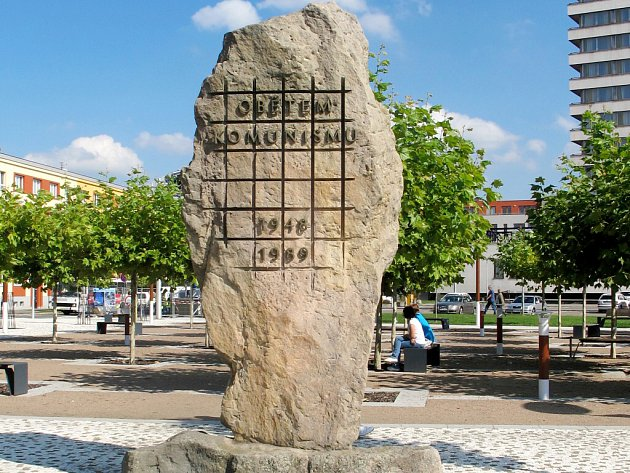
Památník obětem komunismu, Hradec Králové, boháňský pískovec, r. 1998, v. 420 cm
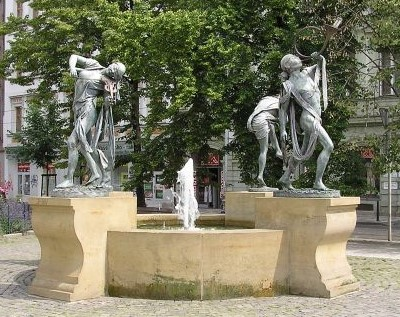
Tančící kašna, Praha, r. 2002, Jan Wagner autor pískovcové části a fontány, v 340 cm

## Výběr z výstav (autorské i společné)

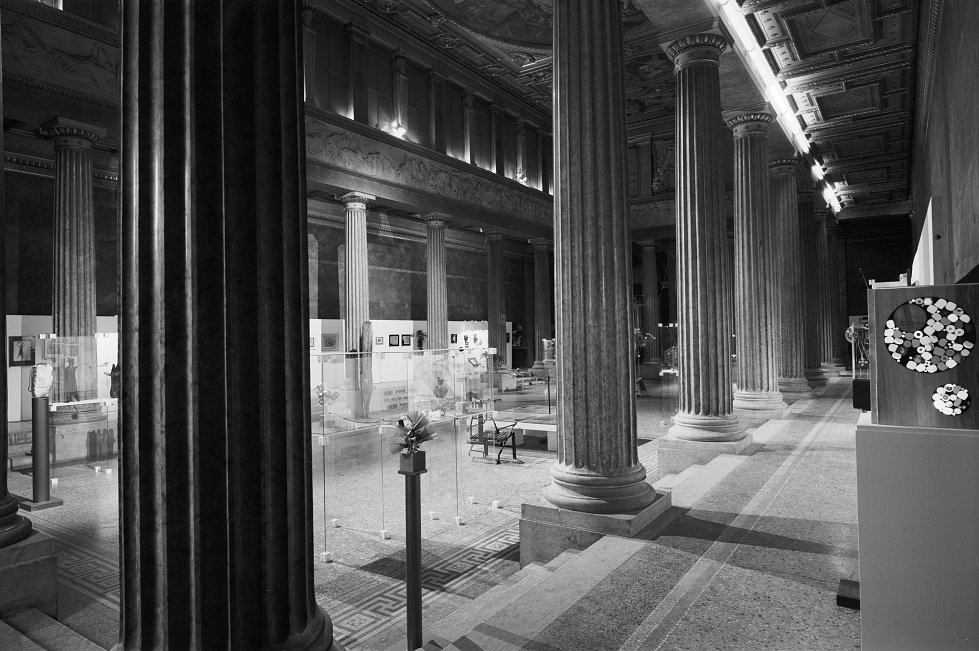
Wagnerova výstava v aule vídeňské AVU, r. 1987

Od 60. let až do své smrti vystavoval Jan Wagner po celé republice i v zahraničí. Jeho tvorba je rovněž zastoupena v mnoha stálých sbírkách nejvýznamnějších světových galerií a muzeí, řada jeho děl je v soukromých sbírkách.
- 1965 Laterna magika, Praha
- 1966 Sochařské sympozium, Elbląg, Polsko
- 1967 Dům umění, Zlín
- 1967–1969 Výstavy v prostorách Akademie výtvarných umění ve Vídni (Akademie der bildenden Künste in Wien)
- 1966–1969 Belevedér, Praha, Ostrava, Olomouc
- 1969–1970 Slovenská národní galerie, Bratislava
- 1968               Galerie na Malerstrasse, Vídeň
- 1969               Atheneum, Helsinky
- 1969               FIDEM Praha (FIDEM - výstava medailí Mezinárodní medailérské federace)
- 1969               Letohrádek královny Anny (Belveder), Praha
- 1970              Galerie Mánes, Praha
- 1973              Výstava Československá medaile, Paříž
- 1974              Výstava medailí, Piešťany, FIDEM Paříž
- 1975               FIDEM Helsinky, FIDEM Krakow
- 1976               Interkunst, Vídeň (Interkunst Wien)
- 1977               Hradec Králové, Pardubice
- 1979               Moravská galerie, Brno, British Museum, Londýn
- 1982               Filmový klub, Praha
- 1984               Výstava ke 100. výročí Sochařsko-kamenické školy, Hořice
- 1985               Galerie Miloša Alexandra Bazovského, Trenčín
- 1985               FIDEM Stockholm
- 1986               Art 17, Basilej (Art 17, Basel)
- 1987               Galerie Fronta, Praha, Mánes, Praha, Městské muzeum, Hořice
- 1987               Akademie den bildenden Künste, Vídeň
- 1989               Krajská galerie Hradec Králové, Krajské vlastivědné muzeum Olomouc
- 1989               Národní technické muzeum, Praha
- 1990               Dům umění, Zlín
- 1992               Galerie Mánes, Praha
- 1993               Regionální muzeum a galerie, Jičín
- 1999/2000      Česká výtvarná scéna 1958 - 1968, Praha, Galerie výtvarného umění Cheb
- 2000                Galerie Banquet, Praha
- 2001                Dům U Černé Matky Boží, Praha
- 2002                Pražákův palác, Brno
- 2002                Galerie Art, Hradec Králové, Galerie Koruna Hradec Králové
- 2003                České muzeum výtvarných umění, Praha
- 2004                Galerie města Trutnova, Galerie Koruna, Hradec Králové, Galerie Vrchlabí, Galerie města Hořic
- 2006                Mánes, Praha
- 2006                Galerie české plastiky, Praha
- 2013                70., 71., 72. aukce Aukční galerie Kodl a 112., 116. a 121. aukce Aukční síně Vltavín, Žofín, Praha

## Zastoupení ve sbírkách
- Galerie moderního umění v Hradci Králové
- Krajská galerie výtvarného umění ve Zlíně
- Muzeum umění Olomouc
- Národní galerie v Praze
- NBS - Múzeum mincí a medailí, Kremnica
- British Muzeum, Londýn
- Moravská galerie, Brno
- Národní galerie, Helsinky
- Metropolitní muzeum, New York

Výběr ze soukromých sbírek
- Vídeň
- Paříž
- Kuwait
- Düsseldorf
- New York
- Praha
- Hořice